# トキワ来たれり!!
『トキワ来たれり!!』（トキワきたれり）は、松江名俊の日本の漫画。『週刊少年サンデー』（小学館）にて、2015年1号から2017年28号まで連載。

## 概要
主人公のような人々が巻き起こすスクールバトル漫画。前作『史上最強の弟子ケンイチ』の完結から、わずか2か月半で連載が開始された。連載開始の3号前（2014年50号 - 52号）に、本作の前日談となる『カナタ』『ハルカ』『DEM III』の3作品を読切として連続で掲載した後、本編でその3作品の登場人物が登場するという異色の作品となっている。
魔法やロボットのような物が当然のように存在するファンタジー色が強いが、本作に登場するキャラクターが前作に登場したキャラクターの兄弟であること、隣町に梁山泊があることから、世界観は前作と共通している。
本作を始めた経緯について松江名は、サンデー編集長と松江名の意向により、前作を打ち切って連載を開始したことを明かしている。松江名によると、前作の全伏線を回収して終わらせるには、あと2年以上はどうしてもかかってしまい、2年後にサンデーがどうなってるかを考えて悩みぬいた結果、「少しでもサンデーを盛り上げたい」と新しいものを描こうと決断し、本作の連載を開始したという。また、最初は読切3作品のうちどれか1つをやろうと考えていたが、残りの漫画家人生のことを考えた結果、全部やることにしたという。主人公のようなキャラクターが多いのは、そのためである。本作は、「擬似家族」をテーマにしており、主人公・八坂トキワの成長を描く物語だという。
2016年1月よりサンデーCM劇場にて本作のアニメCMが放送された。キャラクターデザイン・作画監督を長谷川眞也、演出を大畑清隆、アニメーション制作をJ.C.STAFFがそれぞれ担当した。

## あらすじ
八坂トキワはブログ小説を執筆することが趣味な平凡な高校一年生。そんな彼のまわりには、忍者として怪異と戦う草薙カナタ、源術と呼ばれる物理法則を超えた力を操る弥多ハルカ、そしてある日突然トキワの家にやってきたヒューマノイド牧那デウスといった、主人公チックな猛者達が集まっていた。彼らの関係は単なるクラスメイトに過ぎなかったが、ある日トキワ、カナタ、ハルカの3人は、なぜか同じ夢を見ていることが判明する。互いの素性を知ったことでそれぞれの事情が絡み合った非日常へと足を踏み入れていくこととなり、退屈だったトキワの日常が劇的に変わっていくこととなる。

## 登場人物
声優は、サンデーCM劇場のもの。

### トキワ団
八坂 トキワ（やさか トキワ）
声 - 小野賢章
本作の主人公。16歳の高校一年生。運動は苦手で、勉強もそれほど得意というわけではない。両親が自分よりも仕事を優先していたため、みどり荘で一人暮らしをする前は親戚の元を転々とする孤独な幼少期を送っており、後述の一件で生死の境をさまよっていた時も周囲には親に連絡しないように頼んでいた。友達もおらず、「キュウザカ」のペンネームでブログに小説をあげるだけのさえない日々を送っていた平凡な文系少年であったが、デウスとの出会いを皮切りにカナタやハルカと交友を持つこととなり、今までの日常とはかけ離れた、非日常へと足を踏み入れていくこととなる。人間の感情の機微に鋭く、周りに流されやすいところもあるがいざというときには意志の強さや高い行動力を見せる。自身の家庭環境の影響からか家族の絆を特別視している面があり、子供が危険にさらされていれば身を挺して助け、悪意によって親子が害される光景を目にすれば普段の姿からは想像できないような怒気を発する。また、感性を持っているらしく、妖異の存在や審判の目を視認できる。自分以外の友人たちが全員主人公っぽいことに思うところがある。脱衣トラブルが多い。
引っ込み思案な性格で、当初は一般人だという理由から戦いに参加するつもりはなかったが、新たな友人のために戦いに臨む決意をした。咄嗟の判断に優れており、周囲の状況、仲間の能力から「勝利のストーリー」を導き出す能力に目覚めてゆく。普段から小説を書いているためか発想力に富み、ナゾ掛けを解くのが得意。その指揮官向きの資質が評価されたため、多数決をして満場一致でトキワ団のリーダーに任命される。
「閃光の影法師」との交戦時に左手・右足を失う重傷を負うが「圏外」でない方のりいんの処置で一命を取り留め、破損したマキナの部品を再利用した義肢を装着される。マキナスボディーを利用して作られた義肢は非常に高性能かつ頑丈で、精神エネルギーを変換することにより義手からはマキナスブラスターを放つことが可能。しかし自身の身体能力が性能に追いついていないために持て余し気味で、ブラスターはフルパワーでしか使えないために精神力を使いすぎて1発撃っただけで極度の虚脱状態に陥り、1％を超えて出力を上げると水をかぶった時にショートするという弱点も引き継いでいたが、カナタの指導の下で直霊のコントロールを学んだことで義肢の制御が可能となる。生死の境を飛び越えていくつもの修羅場をくぐり抜けてきたおかげで、周囲からも雰囲気が変わったと評されるようになっている。
未来の時間軸においては忍の技やソーサリーをも習得した達人に成長することが示唆されており、現状でも未来のビジョンを参考にしてボディー内の何らかの機能の補助により小規模ながら志念の刃まで生み出すことが可能。なおトキワが五体のいずれかを失いサイボーグ化することは、りいんによると「避けられぬ運命」であるらしい。エニグマが支配した未来では右腕と左目が人工物となり、わずかな生き残りを逃した後で世界が終わるまで一人で神々と戦い続けた。
草薙 カナタ（くさなぎ カナタ）
声 - 櫻井孝宏
『カナタ』の主人公で、刃隠流忍術の二十三代目正当後継者である忍者。「志念技の法」という心の力を操り、心より刃を取り出す“志念抜刀法”の使い手。人々を妖異幻怪から守ることを使命としている。妖異の気配を感知したり、志念技を使用する時には左手にある紋様が浮かび、光り輝く。一人称は「拙者」で、語尾は「〜でござる」。
日々修行と妖異退治に明け暮れているため身体能力は非常に高いが、術を人に見せるべきでないという考えから周囲には隠している。ただし常識にやや欠けている面があり、普段から住宅街の屋根の上を走ったり窓から屋内に入ったりするため、めぐるなどから「忍者だがちっとも忍んでない」と評されている。幼少期から苦行に耐えいずれ訪れる戦乱に備えていたため、純粋な戦闘能力や戦闘時の冷静さなどはトキワ団の中でも群を抜いている。現在の実力は下級妖異以上中級妖異未満といったところ。ただしあくまで「忍」なので、侍っぽい正面戦闘は本領ではないと語っている。秘中とされる刃隠の術のうち基礎的な物をトキワに請われて伝授するなど面倒見もよいが、明かせない秘密を抱えていたり単身で戦いに明け暮れていたせいか十分な説明をしないまま実行に移してしまう場合があり、そのために何度か危険な状況に陥ってしまったこともある。
食事を干し飯で済ませるなど食に無頓着なところも多いが味噌汁を作るのが得意らしく、中に謎の虫を混入するが不思議と美味いらしい。最近の悩みは父とみそ汁の味で好みが違うこと。
友情に厚い好漢だが男友達が今までいなかったため、トキワたちと友達になれたことにかなり喜んでいる（本人曰く、「大抵の人は壁歩きを見せた辺りで離れていく」らしい）。顔には出ないが割と傷つきやすい。幼なじみのめぐるには全く頭が上がらず、怒ったときの彼女をかなり苦手としている。男性陣では一番純情で、りいんの裸を見ては毎度鼻血を吹いている（ただし、Hな事に興味は深々で、めぐるがアリアたちと風呂に入っている時はトキワ・ハルカとともに風呂場の前に陣取って聞き耳を立てている）。身軽なので高所での大工仕事も得意。学生服の中に忍装束を着こみ、ズボンを帯で止め、足に草鞋を履くのが基本スタイル。得意ではないがある程度の結界術も使用可能で、妖異の出現数が増えて以来、頻繁に学校や拠点に結界を張って回っている。大きな精神質量を持つが気配と共に生体反応も消せる為、その間はマキナにもカナタがどこにいるのか感知出来ない状態になる。
みどり荘がトキワ荘になってからしばらくして、こっそり屋根裏で生活していたが後に正式な住人となる。
エニグマが支配した未来では、暴走するハルカを命懸けで止めた結果死亡してしまうらしい。
弥多 ハルカ（やた ハルカ）
声 - 山下大輝
『ハルカ』の主人公で、審判の目（ジャッジメントアイ）の裁定によって現れる物理法則を超えた力、ソーサリー（源術）を操る源術師（ソーサリアン）。女優である母、由久恵とマジシャンであり東の賢者と言われた源術師の父、小十郎の子供。ファッションデザイナー志望。他人をあだ名で呼ぶ癖がある。男前なため女子からの人気は高く、学内にはファンクラブも存在する。母の指導でボイストレーニングをしているため歌が得意。アリアと違ってケーキは大嫌いだが、それは幼少の頃にエミーリエの作った文字通り自分から口の中に飛び込んでくる「食べられるケーキ」を無理矢理食べされた事が原因。
元々は普通の高校生として暮らしていたが、16歳の誕生日にアリアと出会い、マクガフィンとの戦いの中で封じられていた父の記憶を取り戻し源術師として覚醒する。ぶっきらぼうな性格で他人と距離を取っているが、なし崩し的に他のメンバーと行動を共にすることになる。性格は父親譲りでイタズラ好きだが正義感は人一倍強いため、困ってる人がいれば見捨てる事が出来ずに、最終的には憎まれ口をたたきながらも協力してくれる。本心では感謝していながらもついつい突慳貪な態度をとってしまうため、めぐるからはツンデレ扱いされる。亡き父の願いであったアリアの保護に対する責任感はかなり強く、彼女のことになると過保護になる。当初は「針金の男は踊る」のソーサリーしか使えなかったが、現在はアリアの指導のもと新たな源術を身につけるべく修行中で、父の遺品である「東の賢者の英知」や「神のかけら」を得たことで実力を着々と伸ばしている。敵の襲撃に備えて普段から複数の針金の束を隠し持っている。幼少期に父親からサーカス団員並みの訓練を課されていたことで身体能力は人並以上だが、トキワ同様元は一般人だと思って育ってきたため、超常の者たちとの戦闘については若干持て余し気味。クールに振る舞いつつも中々帰らない母を恋しく思っており、玄関チャイムが鳴ると母が帰宅したと思い込んで、モニターでの確認もせず無警戒にドアを開けてしまったり、相手の手の内を把握しないままに飛び出したりと、良く言えば勇猛果敢、悪く言えば猪突猛進気味な点がある。父から源術の基礎とだけは徹底的に叩き込まれていた為、源術師としての潜在能力は高く、審判の目もまるで微笑むかのような姿を見せるなど彼を気に入ってるような素振りがある。元は母親と共に豪邸で暮らしていたがみどり荘取り壊しの一件を機に、改名されたトキワ荘へと引っ越している。
エニグマが支配した未来では世界中で残り少ないソーサリアンとなっている。アリアの「知る力」を得ているがソーサリーの酷使で感覚や感情を喪失し精神的な消耗で限界を迎え、喪ったアリアに逢うためにトキワ団を裏切り世界を滅ぼそうとした。
デウス・エクス・マーキナーIII世 / 牧那 デウス(まきな デウス)
声 - 内匠靖明
『DEM III』の主人公のヒューマノイド。第一世代の『機械仕掛けの神』DEM Iが作ったDEM IIと呼ばれる機体の手で16年前に製造された第三世代機にあたる。男性型ではあるが性別はない。トキワの小説に何かを感じトキワのアパートを訪ね、彼との交流を深めるうちに人類の生態に興味を持つようになり、戸籍を操作して「牧那デウス」という人間として学校に入学する。当初は人としての機微をまるで理解出来ず、子供が車に轢かれる事がわかっていながら助けようともせず放置するなど、トキワ以外の者は別にどうなっても構わないという非情なスタンスであったが、「人の頭脳をトレースして成長する」ように作られており、忘却した幼少期の記憶を深層心理として感情を持てるように設計されていたことからトキワたちとの交流の中で徐々に変化が生まれている。いつか感情を手に入れることを目標としているが、人の感情に触れる度にやたらと羨ましがる為、ハルカからは「それは感情じゃないのか」と突っ込まれている。事実、閃光の影法師からも「まるで心の力のような物を感じる」と評されるなど、既に人の心を獲得しているかの描写がされている。実はトキワが幼児の頃に出来た最初の友人であるが、前述の忘却する機能のために最近までそのことをすっかり忘れていた。
体中に高性能な機械や兵器が埋め込まれているだけでなく、便利な道具を自作できるなど非常にスペックが高い。ただし、精密機械であり人工皮膚から熱交換を行っているため、水に非常に弱く大量の水をかぶったり飲み物を飲むと数分間行動不能になる。また、高性能GPSとジャイロに狂いが生じるため、人間以上に絶叫マシンが苦手。
DEM IIの遺産の一つであるため、科学力を崇拝する組織「エニグマ」から身柄を狙われている。DEM II暴走事件の影響で解体されかけたため八坂夫妻の手引きで脱走し、組織の元から逃げ延びてからはホームレス生活をしていたが、トキワに誘われ彼の隣の部屋に住むようになる。自室を勝手に改造しており、ボロアパートの中とは思えないほど高度に機械化されている。
学校で「閃光の影法師」と交戦した際にボディーを大幅に損壊、その上カナタの戦闘をサポートするために自爆したことで、デウスニウム合金の脳殻で包まれた頭脳部分を除く全身を失う。現在は音声のみの量子通信でトキワたちをサポートしながら、DEM IIの手で新たな体を製造してもらうのを待っている。学校ではファンクラブも出来る程の人気を持っているが、身体を失った現在は家庭の事情で休学扱いになっている。友情を考慮してトキワには伏せているが自身のボディを元にして作られた義肢は彼の意思に関わらず遠隔操作することが可能。また法的に問題のない方法で揃えた巨万の富を有し、その財力でみどり荘（トキワ荘）を買い取っているが、健全な育成に大きなダメージがあるという判断からトキワ団の面々には大金に手を付けさせないようにしている。
あらゆる未来のビジョンを見ても自分が復活しているものが無いことから若干落ち込み気味で、トキワからは励まされている。「光の目」に攫われたアリアを救出するためトキワ団が異空間へ向かった際、エニグマのロボットや妖異に襲撃され危地に立たされるが、救援に駆けつけたトキワの両親とネヌによって人類の科学の限界まで性能を引き上げられた状態で復活を果たし、ワームホールを通ってトキワ団に合流し友を傷つけた創造主に反旗を翻す。心を持たぬゆえに神に有効打を与えられずにいたもののりいんがヌエシステムから集めたシンの力を自身の体で中継したことでついに感情を手に入れ、自身のシンも交えて最後の一撃を放った。
八重垣 めぐる（やえがき めぐる）
カナタのお隣さんで幼馴染。高校一年生でありながら生徒会長を務めている才女で成績も非常に優秀。着痩せする性質らしくそこそこ胸も大きい。これまではただの一般人として生きてきたが生徒会の仕事中に妖異に遭遇してしまい、その時にカナタの秘密を知る。以来、妖異に会いやすい体質となってしまっている。マキナの反則じみた技術で学業をこなすのは良しとしておらず、生徒として入学したアリアにも自分で勉強を教える事で学業をクリアさせようとするなど、不正を許さない品行方正な性格。巨大な妖異幻怪に取り込まれた不良達を助け出すべく、単独で立ち向かうなど確かな正義感も持っている。カレーを作るのが得意だが、カナタによるとそれ以外の料理はできないらしい。トキワ団の秘密を知る一人として、依頼などの整理を行うサポートの役目を担っている。現状ではトキワ団で唯一の一般人だが、りいんによれば彼女も大きな流れに関わる一人とのこと（天啓の勇傑かどうかは不明）。神との決戦には直接参加できなかったが、仲間の無事を祈り続け決着の直前には自身のシンもヌエシステムを介して送り届けた。
エニグマが支配した未来ではパワードスーツを着用し戦闘員としてロボット達と戦っている。
弥多 アリア（やた アリア）
声 - 芳野由奈
世界中の源術師から「アニマムンディーの乙女」と呼ばれその身を狙われている謎の少女。とがった耳が特徴的で、デウスによると人間ではないらしい。かつては『仄暗い深淵の檻』と呼ばれる場所にいたらしいが、その後何らかの要因によりそこを抜け出し、東の賢者の子であるハルカのもとに身を寄せる。彼の保護下で生活していたが、住居が他の源術師に割れてしまったため、みどり荘に引っ越すこととなる。当初は名前がなかったが、デウスによりトキワの小説の登場人物から引用する形で命名され、マキナの戸籍操作によりハルカの遠縁という形でハルカと同じクラスに転入してきた。ケーキとココアが大好物。羞恥心が薄く服を好まないためにノーパンであり、事あるごとに読者に生尻を披露する。神々しい印象を与える美少女だが、華奢な体形なためかりいんの「けしからん体つき」に思うところがあるらしく、トキワの小説に自分が出る時には巨乳に描いて欲しいと頼んでいる。現在の学力はお世辞にも高校生レベルとは言えず、ひらがなとアルファベットが書ける程度であるが、アニマムンディーの乙女の「知る力」によってテストの回答を漠然と理解することができる為、それでなんとか凌いでいる（選択問題に関しては満点を取れるため、総合的にトキワよりテストの点数は高い）。警察が苦手だが、頻繁にみどり荘に出入りしてお菓子をくれるゼンバイザーとは徐々に打ち解けている。当初は物静かで人見知りがちな印象があったがトキワ団との交流の影響で活発で行動力に溢れる性格に変化しており、ケーキやゲームが好きな俗っぽいところも合わせて先代とは対照的だとされている。
源術の要訣を知る事で他者にもその源術を使えるようにしたり、源術師の「審判の目」を封じる、他人に生命力を吹き込み傷を癒やす、周囲の生物を引き寄せるといった様々な特殊能力を持っている。身体に身に着けているアクセサリーはアニマムンディーの乙女の力を抑える拘束具の役割を持っている。
ハルカに対し無自覚な好意を向ける中で、自分が与えられるばかりなのを気にするようになる。彼が女生徒から告白されている姿を見て「愛憎」の感情が芽生えるも、ついに動き出した「光の目」から学校にいる人々を守るため、自らの意思で敵の人質になった。「光の目」のリーダーによって門を強制的に開かされてしまい、ハルカ達を守るため自分を犠牲にして門を閉じようとしたが、閃光の影法師によって命を救われた。
世界のカベを破る「開門の時」に扉を開く鍵として利用され「神のかけら」を集中させ魂の臨界を引き起こすこととなるため、過去のどのループにおいても神の降臨が起こる以上存在の消滅が避けられない運命となっていた。
りいん（REIN）
声 - 喜多村英梨
本作のヒロイン。無線LANを介して「天啓の勇傑」であるトキワ、カナタ、ハルカの3人の夢に現れ、意味深な発言をする謎の存在。その正体は電脳空間で生まれた全く新しい自我であり、情報生命体とでもいうべきもの。孤独な幼少期を送っていたトキワにできた初めての友人だったが、トキワの脳が成長したためそれまで利用していた貧弱な回線では長い間接触出来なくなっていた。癒し系サイト「ヌエシステム」のイメージキャラクターでもあり、電脳世界で幾多の人間の相談を受けたことで感情を手に入れている。
後にDEM IIが残した生体三次元プリンターから肉体を構成して現実世界に現れる。電脳世界にいた時は脳によって性別や容姿などの捉え方が変わっていたが、現実世界ではオパールとスターサファイアを混ぜた様な瞳を持つスタイル抜群の美少女となっている。現在の一人称は「ボク」。現出直前に受けた電脳世界での攻撃により大いなる知識の一部が失われており、トキワ団の面々に伝えるはずだった事すら忘れてしまったためハルカには「圏外」という不名誉なあだ名をつけられている。現在残っている知識は雑学程度で、生体になったことで高度な計算能力やGPS機能も失われている。「電脳の女神」とまで呼ばれた存在でありながらパソコンの知識まで欠落してしまっており、最近では自分でも圏外を自認するようになっている。ただし肉体そのものは進化の枠を超越した人間型の超生物として創造されているため、見た目からは想像できないような怪力の持ち主で、成人男性はおろか焔武者の巨大な頭部をも軽々と持ち上げることができるほか、体内で任意の化学物質を合成する能力や肉体の損傷を高速で超再生する能力も備わっている。さらにはあらゆる武術を適宜使い分ける「全能の技（アルマイティー・アーツ）」とプラズマシート発生装置を使うことで、銃で武装した軍勢や大型の兵器をも一網打尽にできる。他にも高速で飛行出来る能力も有し、トキワ達の会話の最中にも部屋の中で浮かんでいる様子がある。歌や踊りが得意なのは今でも変わっていないが、やり過ぎて謎の電波を発生させ脳波を揺さぶり幻覚を見せてしまう。こちらの性格はやや尊大で自信家なところもあるが天真爛漫かつ寂しがり屋、加えてトキワのために料理を練習するような健気さを持っている。トキワに絶対の好意を寄せる一方で、彼が本当に好きなのは「私」の方なのではないかと気に病んでもいる。
「圏外」でない本来の人格では一人称が「私」で、未来のトキワの恋人であった。こちらは思慮深さと茶目っ気を併せ持つ落ち着いた性格。「私」本人が語るところによるとその目的は「世界の崩壊を阻止すること」であり、世界が終末を迎える度に肉体を捨てて情報体となりトキワの眼鏡の座標と神々のエネルギーを利用して輪廻転生を繰り返していた。今回のループで15023回目で、「ボク」のりいんが誕生したのは自我が既に限界を迎えつつあるかららしく、本来の人格は1日の内数分程度しか現れることができない。輪廻転生を繰り返したことで感情だけでなく魂を獲得しており、「私」の時にはシンを使うことができる。
今回のループでトキワ団が神を倒し門を閉じることに成功したことで、遂に「永劫の回廊」を抜けることに成功するも、その数ヶ月後にループし続けた影響でデータが膨大になりすぎたため消滅の危機にさらされることになる。当初はバグである「ボク」の人格が犠牲になろうとしていたが、永劫の回廊を打ち破った奇跡である「ボク」を消すわけにはいかないと判断した「私」が消滅することを選び、最期にトキワと過ごした思い出の一部を伝えてりいんの中から消えていった。肉体を失った「私」の魂も電脳世界には存在しているらしく、トキワに小説の感想を送ったり、夢の中で彼に自分の記憶を見せたりしている。
ネヌ
DEM IIが究極のペットとして開発した猫と犬の中間種。鳴き声は「にゃわん」だが人間の言葉を話すことも可能。非常に賢く優れた科学技術を持つが、これまでの飼い主のために良かれと思ってやりすぎては追い出されるという日々を繰り返し、人間不信になりつつあった。DEM IIの放棄された実験施設で孤独に生活していた時に偶然迷い込んだトキワたちと出会い、その境遇に同情したトキワに誘われトキワ荘で暮らすことになる。「イヌの神秘性とネコの忠誠心を持つ」というずれた設計コンセプトからか高慢な性格だが、自分に手をさしのべてくれたトキワのことは「ご主人」と呼んで慕っている。自室はなく庭の犬小屋に住んでいるが、その内部は逢魔空間の応用技術により見た目からは想像できないほど広く豪華になっており、トキワ達より遥かにいい暮らしをしている。
開門の時にはトキワの大切な友人であるマキナの電脳を守るためトキワ荘の防衛に当たり、負傷しながらもトキワの両親が駆けつけるまで持ちこたえてみせた。その後は夫妻と共にマキナの体を修復し、彼を決戦の地へと送り届けた。戦いが終わった後は、可愛いネコの彼女ができた。
本来の歴史では戦いの前半に現れトキワ団を窮地に追い込む強敵になるはずだったという。
青い肌の女性（本名不明）
トキワが見た未来のビジョンに2度出てきた、トキワ団の一員。青い肌にウェーブのかかった金髪、頭部に2本のツノと長い耳を持ち、ケモノのような毛むくじゃらの手足は鋭い爪が生え、筋肉の発達した大柄の肉体にTバックのビキニアーマーを装着、金属製の棍棒を武器に戦うパワーファイター。ビジョン以外に出番が無く、トキワが「私」りいんに質問しても明確な答えがないまま最終回を迎えたため、正体などは一切不明。

### 忍

#### 刃隠衆
草薙 風魔（くさなぎ ふうま）
カナタの父にして刃隠衆首領。右目に眼帯をしている。実はかつての天啓の勇傑の一人。左手の小指だけでトキワ団を皆殺しに出来ると豪語するほどの達人で、その実力は未だ健在。志念で作り出した巨大な十字手裏剣の扱いに長ける。食事は濃い目の味が好みらしく、カナタ好みの薄味の味噌汁では飲んだ気がしないと度々文句を言っている。未だに少年の心を忘れていないのか、トキワ団の活動を秘密基地で遊んでいると称しながらも「うらやましい」とこぼしている。カナタの物騒な側面は父親の影響が大きい模様。「存在の時」が近づくに連れ多忙になっており、最近は京都の本部に詰めている。
開門の時には街で百鬼夜行と戦っていたが、光の目の拠点に突入したエミーリエの強制転移のソーサリーで逢魔空間へと呼び寄せられる。かつての仲間と共にトキワ団に協力し、終戦後は光の目残党の討伐に向かう。

#### 幻魔衆
若
幻魔衆の忍。護符も使わずに2匹の鬼を従えるという使い手。荒事に慣れてはいるが、他2勢力のトップに比べると若いせいか、焦りが顔に出やすい。
開門の瞬間まではエニグマにも「光の目」にも付かず中立の姿勢を保っていたが、神の力が人類の手には負えないものだとわかったため、トキワ団に手を貸した。
かがり
幻魔衆に所属するくノ一。忍法の他にも妖異を武器として使役する「妖異廻し」の使い手。りいんに負けず劣らずスタイルが良い。戦闘力はピカイチなのだが、子供っぽくどこか抜けた言動が多い。「褒めると伸びるタイプ」と若から目をかけられており、彼の命に従って暗躍している。
立ち入り禁止区域となっている失われた町でトキワと遭遇するが、自分の姿を見られたからと即座に目撃者のトキワを始末するべく斬りかかるなど忍として冷徹な思考をしている。しかし、彼女の攻撃を回避する為にトキワに組み伏せられたりした時は思わず悲鳴を上げて赤面したり、動揺して手裏剣の精度が狂ったりと歳相応の反応を見せており、心を完全に殺しきれているわけではない。その後もトキワに何かと縁があり、会う度に胸を揉まれるので「ズルい奴」と敵視している。カラオケ店に世界の裂け目が現れたときには、トキワ団が苦労して倒した焔武者をかすめ取って逃走した。
三勢力の同盟が締結された際には若手のチームに抜擢され、リーダーに立候補し黙認されたものの指示はほぼ無視されている。
開門時にはトキワ団を助け、終戦後は弱体化した幻魔衆の勢力を回復させるため、妖異の収集に奔走する日々を送っている。
作者のお気に入りらしく、脇役ながら単行本7巻と11巻のカバーを単独で飾っている。
翠炎（すいえん）
若の側に控える眼帯のくノ一。かがりの失敗を笑うくノ一たちを一喝で黙らせる。

### 源術師（ソーサリアン）

#### 天啓の勇傑
弥多 小十郎（やた こじゅうろう）
ハルカの父。高名なマジシャンとして名を馳せていたがショー公演の最中に事故死している。その正体は「東の賢者」と呼ばれた凄腕のソーサリアンで、かつての天啓の勇傑の一人。数々の源術を操り、それらを手品としてハルカに伝授していた。いたずら好きのいじめっ子気質だったようで、よくゼンバイザーをひどい目に遭わせていた。子供のハルカでは秘密を守り切れないと考え、現在その技術と記憶は彼によって封印された状態にある。特に「針金の男は踊る」の源術がお気に入りだったらしい。他にもアリアがハルカの所へやって来る日を言い当てるなど、源術かどうかは不明だが未来予知のような力も持っていた。死の直前には身の回りの物をほとんど処分してしまっていたため遺品と呼べるような物はほぼ残っていないと思われていたが、『東の賢者の叡智』と呼ばれる高度なソーサリーをまとめた万年筆を作り謎解きの形で息子に継承していたほか、自分が使っていた『神のかけら』と呼ばれる強力な「媒介の石」を知り合いの宝石商に託して保管してもらっていた。
天城・エミーリエ・フィッツジェラルド（てんじょう・エミーリエ・フィッツジェラルド）
小十郎のかつての部下である凄腕の源術師で、「滅殺の変革者」の二つ名を持つ巨乳巨尻美女。小十郎が源術を悪用せずに一般のマジシャンとして生き、人々を楽しませ続けた事を尊敬しており、その背中を追うように現在は「魔法のケーキ店（パティスリー・マギカ）」というケーキ屋の店主を務めている。味はともかく奇妙な性質のケーキを作って売りに出しているため、かつて警察に取り締まられそうになったことがあり、客にも試練が必要という妙な経営理念から店舗は外部と隔絶された空間に作られており、辿り着くまでが非常に手間であるため神出鬼没のケーキ屋として一部で話題となっているが、そのせいで客足はあまりよくない。
「変異」のソーサリーを得意としており、一線を退いた今でも二つ名に恥じない戦闘能力を誇っている。しかし、その事実は否が応でも彼女を戦いの道に引き戻そうとすることに他ならず、未だに彼女を倒して名を上げようとする源術師が後を絶たない。映し身の源術師を襲撃を退けた際、やはり自分はケーキ屋にはなれないと諦めようとしたが、トキワが本心から述べた言葉を聞いて何か思う所があったのか、あくまでもケーキ屋の店主として対応する事にして、ケーキを全部買って残さず食べる事を条件に映し身の源術師の力を奪わずに見逃した。
アリアの誘拐後はエニグマや妖異と交戦しており、トキワ団に味方で凄腕のソーサリアンということで敵の本拠地の捜索を依頼される。その際に開門が迫った影響で百鬼夜行が勃発したため再び戦場に立つことを決意、トキワ団とかつての仲間を転移ソーサリーで光の目の拠点へと送り込んだ。

#### 光の目（エイコズクロヘラ）
ボス
9つの目のボス。アリアに強い感情が芽生えたことを察知し、開門の計画を早め彼女を誘拐する。
準備が整ったことで他の2勢力に先んじて門を開こうとし、権藤の妨害にあいながらも開門に成功。門から得た力で異形の姿となり権藤やシヴァを瞬殺したが、有り余る力を人の身では制御しきれず限界を迎え、DEM IIの反物質ビームで消しとばされて死亡した。
マクガフィン
9つの目の一角でアニマムンディーの乙女を狙う源術師。通称「全て知ったる」マクガフィン。とんがり帽子にマントという奇抜な服装と、『ネズミのフンのように〜』など動物の特徴を用いた妙なたとえを必ず使って話す男。おちゃらけた態度とは裏腹に精密な巨城を片手間で作り上げる強大な心の力を有し、複数の源術を使用する実力者。
抜け駆けをしてアニマムンディーの乙女に接触、彼女を守る当時はまだ一般人だったハルカに邪魔される。圧倒的優位に立って油断していたが、突如として源術に覚醒したハルカが自分が作った石の狼より巨大な「線路人形」を作り出したことに驚き、その一瞬の隙を突かれて人形に殴打され負傷、敗北を認めて撤退した。
抜け駆けの一件で閃光の影法師に脅されたため、彼を配下に加え庇護下に置くことにする。
アリアの誘拐後は拠点に乗り込んできたトキワ団の相手をしていたが、開門の時が迫ったため相手を徠栖に押し付けて逃走。戦後の「光の目」壊滅以降もしぶとく生き残り、マジシャンをして日銭を稼ぎながらどさくさに紛れて盗み出していた「神のかけら」を利用して返り咲こうと企んでいる。
メンブルム
9つの目の一人（サルバドルボッシュの代理）。三勢力の同盟には懐疑的で、特にただの人間でしかないエニグマと組むことには強く反対していた。会議の席でエニグマに対して攻撃するが、サイボーグのディヴァインが放つ心の力の前に不意打ちに近い形ではあったが敗れて死亡した。
芸術のサルバドルボッシュ
本来の9つの目の一人。芸術修行で世界を回っていた3年間、メンブルムに席を預けていた。「るねっさ〜んす」が口癖。「絵」をキーとするソーサリアンだが、致命的なまでに絵心がなく「審判の目」も高確率で絵画を認証しないためソーサリーが発動すること自体が稀。本来の実力は理不尽なレベルで描いた絵を実体化させるという最高レベルのソーサリーを使えるにもかかわらず宝の持ち腐れ状態であり、仲間からは敬意を表して「画力さえあれば世界を二度征服できる男」と称賛されている。地中に潜り背後から迫るカナタを難なく迎撃するなど、武人としてはかなりの実力者。
若手チームのお目付役として派遣され、彼らの「神のかけら」回収任務に協力する。駆けつけたトキワ団に自身の絵を貶され激昂、ただ1人で彼らを圧倒したがトキワが未来のビジョンから合体技を閃いたことにより敗北。気を失う間際にりいんが自身の絵の理解者となってくれたことに喜ぶが、メジェド様に運搬される途中で閃光の影法師により暗殺されてしまう。
輝けるシャニース
9つの目の1人。光を操るソーサリーを使うゴスロリの女性。
本拠地に急襲を仕掛けた先代「天啓の勇傑」たちを迎え撃つも、長老に殴り飛ばされ戦線離脱する。
肉体呪文のミモース
9つの目の1人。スペルの詠唱なくソーサリーを放つ型のソーサリアン。マスクをした筋骨隆々の大男で、長老の攻撃に何発も耐えるほどのタフガイ。
本拠地に急襲を仕掛けた先代「天啓の勇傑」たちを迎え撃ち、長老と壮絶な戦いを繰り広げるも限界を迎え倒れた。
召喚のトヨビラム
9つの目の1人。不気味な骸骨を召喚するソーサリーを使う。シャニース同様、長老のパンチ一発で瞬殺。
アキ・コーネン
9つの目の1人。重力を操作するソーサリーを使う。通称「スマートなる」アキ・コーネンで、口癖も「スマート」。ただし実際は肥満体型で、自身のソーサリーを使って体重計の目盛りをごまかしてまで現実から目を背けている。
マクガフィンとともにトキワ団を迎え撃ち追い詰めるも、「デブ」と指摘されて冷静さを失い、シノビギャンビットによるパワーアップに対応しきれずに深手を負いトキワのブラスターで意識のみを撃ち抜かれて戦闘不能になった。
徠栖 徠翔（くるす らいか）
9つの目の1人。手に持つ棒などで十字を作り技を繰り出すソーサリーを使う。通称「クロスシンボル」の徠栖徠翔。自己中心的なソーサリアンにあって命令に忠実であろうとする珍しいタイプ。マクガフィンとは折り合いが悪い。アキ・コーネンの事を「デブ」としか呼ばない。
開門直前に本拠地の城へ乗り込んできたトキワ団と交戦、1人で彼らを圧倒し合流したアヴドーチャと共にトドメを刺そうとするも、ソーサリーギャンビットを発動したハルカに圧倒され取り逃がしてしまう。
爆激のアヴドーチャ
9つの目の1人。触れたものを爆発させるソーサリーを使う、扇情的な姿の女性。近接戦闘を主体とするソーサリアンで、武芸者としてもカナタを圧倒するほどの実力者。
金色のマクレーン
アリアを狙って現れた『金』をキーとする「キネティックマネー」を使う源術師の一人。幼少期から窃盗などの軽犯罪に手を染めながら生きてきたらしく、その生活から逃れるためにソーサリアンとしての力を欲した模様。源術士としての腕もさることながら、ビルを生身でよじ登るような驚異的な身体能力を持つ。金を消費するソーサリーを使うせいか相当な守銭奴。殺しに慣れている悪党で基本的には強い者に味方するタイプだが、約束は破っても契約は絶対に守るという性格。トキワたちを殺害しアリアを連れ去ろうと画策、格下の能力ながら練度は高く、ハルカを実力でねじ伏せ翻弄したものの、カナタによって精神のみを断ち切られて意識を失い、アリアに審判の目を封じられ「ガンバレメジェド様」に連れ去られる。
その後は封じられた目を取り戻そうとアリア達に泣きつき、彼らを執拗に付けまわす。目を取り戻す代わりにトキワ団を守るという契約を結び、所属していた光の目を裏切りアラバスターのゴーレムを破壊する。その後は結晶の中に閉じ込められた支店長達を救出する代わりに光の目からの逃亡資金として散乱した宝石を勝手に盗り、そのまま姿をくらました。
閃光の影法師
「光の目」の構成員で、若くして白銀の目にまで上り詰めた俊英。十字に開く瞳孔が特徴の美青年。『影』をキーとするソーサリアンで、強力な「媒介の石」を持ち「影の甲冑（ベオザサ・ベオザトトルク）」を主力に使うほか、カナタの渾身の一撃を白刃取りで防ぎ、反撃までも加えるなど武芸者としても高い実力を持つ。かつてはトキワと同じく自分の居場所を見つけられない者であったと語り、自分の生命ではなく、世界の方を終わらせる事を決めた結果、トキワ達の敵として暗躍する事になる。その一方で、飛び降り自殺しようとした少女を助け、その境遇に同情するなど一概に悪人とは言い難い性格をしている。
アニマムンディーの乙女を狙いトキワ達の高校を突如現れ襲撃を開始、一般生徒を影で包んで行動不能にし、屋上でハルカとデウスの二人を相手に圧倒的な実力で戦闘不能に追い込み、媒介を奪ったトキワの左手・右足を切断する。駆けつけたカナタやりいんをも一蹴したが、トキワ達によって予想以上の抵抗を受けた結果、アリアを得ることはできずに撤退した。瀕死の状態でありながらカナタを庇い、更に自分のソーサリーの正体を伝えてみせたトキワを素直に賞賛、戦士と認めた。
その後は抜け駆けをとがめられたが、同じく抜け駆けしていたマクガフィンを味方に付けることで彼の庇護下に入った。三勢力の同盟後は若手チームのメンバーに組み込まれる。
実はDEM IIがデザインした人工精子と先代のアニマムンディーの乙女の卵子から誕生した、いわばもう1人の「人工の精霊」であり、年齢の割りに以上に膨大な精神力はこの出自に由来し、トキワに同情していたのも「家族」というものに縁がなかったためだった。自己犠牲によって門を閉じようとするアリアとの会話で人間でない彼女が大切な家族を見つけられたことに希望を見出し、世界を守るために身代わりとなることを決め、最期にトキワに切断した手足のことを詫びてから自身の魂を臨界させ門とともに消滅した。
岩圏のアラバスター
マクガフィンの配下である隻眼の巨漢（媒介の石は右眼窩にはめ込まれている）。「石」をキーとするソーサリアンで、複数の能力を巧みに使い分ける。
上司の命令を受けて媒介の石を調達する任務に当たっており、宝石店や博物館を襲撃している。ハルカとトキワを追い詰めアリアを攫って逃走を図るが、トキワ団の味方についたマクレーンに自慢のゴーレムを破壊され、ハルカの攻撃で戦闘不能になる。その後は目を封じられずにメジェド様に回収されていったが、重傷のためにしばらくの間戦線から離脱することになる。

#### その他の源術師
映し身のソーサリアン
エミーリエを討ち取った名誉と彼女の『審判の目』を奪い取る事を目的に現れた、どこにも属さないはぐれのソーサリアン。鏡の源術を駆使してエミーリエに襲いかかったが圧倒的な実力差で返り討ちにあった。本来なら『審判の目』を奪い取られるか殺されるかの末路しかなく本人もその覚悟でいたが、トキワがエミーリエを説得した事によりケーキ屋の客として扱われ、店のケーキを全部買って帰り家で残さず食べる事を条件に見逃された(監視の小人が付いている)。

### エニグマ
権藤（ごんどう）
エニグマのチーフ。かつて人類を救う強力なヒューマノイドの開発を行う「機械仕掛けの神（デウス・エクス・マーキナー）」プロジェクトのチームリーダーを務めていた科学者。「あらゆる科学の暴走を人類の有益な流れに正す」などと言い、一見すると温和な好々爺に見えるが、マキナが手に入れば他の者に用はないから始末しろと平然と言ってのけるなど、内面は残忍かつ独善的。強力な戦闘力を要求したのに対しDEM IIが製造したのは人間のように感情を持つ無垢な人工知能であり、その認識差がきっかけでDEM IIの脱走事件を引き起こしてしまう。この一件で重傷を負ったことも主義に拍車をかけた模様。マキナの弱点も知り尽くして彼を封殺する作戦を準備しているなど、ただ科学技術に胡座をかいているだけの人物ではない。しかし、りいんという予想外の戦力がいた事でマキナの奪取に失敗してしまい、その場から撤退。その後は銀行などを襲撃し、保管されている兵器の設計図を集めるなどの犯行を重ねて暗躍している。
DEM IIの事故で負った重症の治療のためにやむなく全身をサイボーグ化しており、自身の戦闘能力も高い。また、妖異を利用した科学兵器やソーサリージャマーなど、科学の埒外にあるものへの対抗策も講じている。
開門の直前に「光の目」のボスと決裂、神の力を科学の制御下におくため激突する。ソーサリーを無効化することで後一歩のところまで追い詰めたが、一瞬の隙に神の力を奪われてしまい、神の邪眼で頭を吹き飛ばされて死亡した。
ディヴァイン
エニグマの技術で誕生したサイボーグ。強い相手と戦うために全身を機械化しており、弱い相手と戦うと体調を崩してしまうほど。不意打ちとは言え9の目の一人であるメンブルムを撃破する高い格闘能力を持ち、搭載された火力は空母を沈められるほど。また敵であるはずのトキワに同じサイボーグであるということから戦い方の指導をするなど面倒見のいいところがある。三勢力の同盟後は若手チームのメンバーに組み込まれる。
開門の直前は30人ほどのソーサリアンを相手に戦っていたが、神の降臨を目の当たりにして自分の相手になるのは神しかいないと考え、トキワ団に協力する。戦後はトキワが書いた小説の読者になっており、メールで好意的な感想を送っている。
シヴァ
権藤の側近である女性のサイボーグ。高い戦闘能力を持っていたが、神との戦いにおいて邪眼で上半身を引き飛ばされ死亡する。

### 妖異幻怪
巨大な妖異（仮）
名称は不明。PROLOGUE1『カナタ』に登場した山のように巨大な身体を持つ妖異。トキワ達のいる街付近一帯に身体を分割して封じられており、その力を厄災から守る力として逆用（神道における荒魂のようなものと思われる）していたが、不良達が祠を破壊してしまった事により封印が破れ。腕の部分だけが復活してしまった。しかしカナタの活躍によって被害が出る前に討伐された。
天井嘗
「表面」という概念を喰らう妖異で、異界と通じるとされる天井を嘗め、新たな空間の裂け目を生み出す能力を持つ。舌の周りは空間がゆがんでおり、飛び道具を無効化できる。単一の素材でできたものは一嘗めで消滅してしまう。
トキワ達の学校に夜な夜な現れた個体は、一人で学校に残っていためぐるを襲ったが、カナタ達の手で討たれた。
天火
厄災の前兆と言われる妖異で、落ちた家に不幸が訪れたとされる。燃え盛る火の玉のような姿をしており、一般人にはきれいな夕焼けのように目に映る。
トキワ達が住む町に落下、不吉が暗示されたかのように妖異がらみの事件が爆発的に増加し始める。
小豆とぎ
「人が気になる音」を発しておびき寄せる性質を持つ下級妖異。人の気を喰らう能力を持ち、襲われた人間は魂が弱り死に至る。異界に存在を隠すことができるため物理攻撃は効果が薄い。人の体をしびれさせる轟音を発することができる。戦況の不利を悟って撤退を選択したり、全員が動けなくなった途端に嬉々として仕留めに戻ってくるなど厭らしい知性を有している。
トキワ達がの住む町の近くでストリートミュージシャンに扮して「魂抜き事件」を起こし5名の被害者（うち4名が死亡）を出すが、トキワの捨て身の作戦の結果討伐された。
狂骨
井戸に捨てられた死人の怨念が妖異になったもの。邪悪な雰囲気を放つ幽霊のような姿（トキワ曰く「生理的に無理なタイプ」）。物理的な攻撃は一切通用せず、足元の闇に人間を引きずり込もうとする。100年以上前に古井戸に捨てられた人骨が妖異となり、琴広家の人々を苦しめていたがカナタに討たれた。
傘一本足
長く使われたものに魂が宿った付喪神の一種。傘の柄の部分が足に変化している。人を空に舞い上げる呼風攻撃を使う。ゴミ捨て場に捨てられたビニール傘が邪悪な志念を帯びて生まれたものが複数体出現したが、トキワ団の依頼を受けたカナタに全て討伐された。
コナキ
泣いている子供の姿で人間を呼び寄せ、近づいてきた者の背に乗り重みで背骨を圧し折ってイブキを吸う妖異。マキナによるとのしかかられると、背中の部分だけではなく周囲全体の重力が急激に上昇する模様。
見上げ入道
見上げるとその気を吸って巨大化する性質を持つ妖異。一瞬見上げただけでも大柄な男性の2倍以上はある背丈に成長し、小一時間も見上げ続ければ人を片手で掴みあげられるほどに大きくなる。巨大化したものは人を丸呑みにして食う。
鬼（おに）
角を持つ巨漢の姿をした上級妖異。
胴面（どうのつら）
首がなく胴体に直接顔が浮かび上がっている妖異。下級の妖異だが体格がよく、コンクリートの壁を殴り壊せるほどに力が強い。カラオケ店の裂け目から出現し、負傷した夫婦を治療していたアリアを襲ったが、精神エネルギーを纏ったトキワのパンチで腹に大穴を開けられて消滅した。
河童（カッパ）
水脈の力を司るレアな妖異。中級に相当する。
焔武者（ほむらむしゃ）
血で血を洗う戦場に現れ、戦場の狂気を好む中級妖異。巨大な鎧武者の姿をしており、体からは高熱を発し無数の刃を生やすことができる。戦場の空気を求めてカラオケボックスに生じた隙間から出現、トキワ団との戦いでは圧倒的な力を見せつけ暴れ回る。床を崩されて階下に生じていた裂け目に下半身を飲まれても上半身だけを切り離して戦い続け、トキワが死にかけて放ったマキナスブラスターで首を切断されても立ち上がったが、消耗していたせいでかがりに捕縛された。
開門の時までには力を回復させており、DEM IIとの決戦ではかがりと共にトキワ団に助勢した。
毛羽毛現（けうけげん）
全身が毛で出来た珍しい妖異。別名「希有希現」。湿ったところを好み、人を病気にする性質があり毛を通じて毒のような物を人に撃ち込む。毛だらけなせいで打撃が通じにくい。時間軸によってはこの妖異との戦いで、トキワが事故的に死亡するらしい。
目管蟲（めくだむし）
細長い胴体に目と耳だけがついている妖異。幻魔衆が複数を同時に使役し、諜報に用いられる。
釣瓶落とし（つるべおとし）
人間を主食とする巨大な生首の妖異。空中から降ってくる。
衣蛸（ころもだこ）
巨大な蛸の姿をした妖異。皮膚に触れたところから人間のシンを吸収する。知能はあまり高くないようで、使忍であるはずのかがりにも襲いかかっていた。
ぬり壁（ぬりかべ）
壁に目と手足が付いたような外見の妖異。
一反木綿（いったんもめん）
目のついた包帯のような妖異。人間に巻きつき締め上げる。

### 警察関係者
鈴木 ゼンバイザー（すずき ゼンバイザー）
科学の領域を超えた事件を専門に扱う特務広域捜査官。小十郎に散々からかわれた経験からソーサリアンを苦手とし、今でもソーサリアン対策で本名を隠している。上記の名前はトキワに対して名乗った偽名で、名前を尋ねられた際にヘッドホンの看板が目に入ったのでそこから適当に名乗った。後述の人体実験の副作用で瞳が消失しており、雰囲気が怖く初対面で怯えられることが多いのを気にしている。かつては天啓の勇傑の中でもリーダーを務めており、戦いの中で多くの仲間を失ったトラウマを抱えている。
元々は一般人であったが妖異に対抗する力を得るために人体実験に志願した過去を持ち、それより誕生した唯一の後天的な超能力者（サイキッカー）。我流ではあるが数多の戦場を乗り越えた実力は本物で、剣技だけでもカナタの父親と打ち合えるほどの腕利きである。トキワ達の前に現れたり去ったりする時は唐突に壁をすり抜けるなどの不気味な方法を使うので、大抵は驚いた面々によりパニックが起きる。自分と同じく一般人ながら超常の存在に関わるトキワを気にかけており、いろいろと忠告をしていたが、最終的にトキワ自身が自分の意志で超常の世界に踏み込んでしまった為、その揺るぎなき覚悟を認めている。
警察上層部が超常の存在に対して無差別に恐怖を覚えた結果自分の行動まで制限されることになり、閃光の影法師との戦いを経たトキワ団の面々に自身の捜査を手伝ってもらうように依頼するなど、今代の天啓の勇傑であるトキワ達を成長させるべく協力関係を築いている。権限を制限された状態でもビルが数棟なぎ倒される程度の事件なら軽くもみ消せるだけの組織力は保持している。圏外である方の天真爛漫なりいんとはゲーム友達で特に問題なく接するが、もう一つの人格のりいんとは『何者か知らないが簡単に言ってくれる』『偉そうな』などとお互い反りが合わずに反目し合っている状態にある。最近では息抜きの場所としてみどり荘に頻繁に入り浸っており、アパートの取り壊し騒動の時には住人以上に動揺していた。
結城（ゆうき）
トキワ達のアパートの近くにある交番に勤務する警官で階級は巡査。情報収集の為に街に飛び出すりいんの保護を度々行うのでトキワとは顔見知りになっている。後に超常現象に属する狂骨事件に遭遇、同僚の静止を振り切って、懲戒免職を覚悟でりいんの救助の為に発砲を行った。事件後の聴聞会議でありのままを話し「自分は市民の生命財産の為に警官になった、どんな処分も覚悟の上です」とキッパリ言ってのけるなど正義感溢れる人物。その迷いのない真っ直ぐな心を評価され、ゼンバイザーによって昇進となった。開門の時には部隊の隊長として百鬼夜行と戦った。

### 学校関係者
安永 福太郎（やすなが ふくたろう）
トキワ達のクラスの担任。前作に登場した安永福次郎の兄弟。異常なまでに物わかりがいい。
春日井 あずさ（かすがい あずさ）
ハルカに好意を寄せる女子生徒。妖異「小豆とぎ」に遭遇し生気を抜き取られ死にかけるが、アリアに息吹を吹き込まれたことで助かった。
琴広 翼（ことひろ つばさ）
トキワ達のクラスメイトの女子生徒。新聞部所属。自宅の庭に現れた幽霊（狂骨）に苦しめられており、たまたま妖怪の本を持っていたトキワにすがる想いで必死に相談するなど、かなり追い詰められていた。入学式の時からトキワは妖怪とか幽霊に詳しそうな感じがしていたと思っていたらしい。その後は妖怪について自分で調べており、かなり詳しくなっている。また偶然トキワ団の事実を知ることになり、好奇心を揺さぶられているが他言はしていない。りいんによるとそのことを知った14050回のループ全てで一度も口を割っていないらしく、義理堅く口が堅い性格が窺える。

### その他の人物
DEM I（デムワン）
存在の時に備えるべく、科学界のタブーである「制御不能な知の連鎖」を実行させるためエニグマによって製造された「機械仕掛けの神」の第1世代。当時の技術レベル的な最低サイズであった施設丸ごと一つ分が本体であり、後継機のようにヒューマノイドではない。製作者のうち八坂夫妻のことは実の両親のように慕っていた。
自身が安置される施設はエニグマによって厳重な警備が敷かれていたが、13年ぶりに再会した八坂夫妻の頼みで逢魔が地のデータを精査する。しかしエニグマの妨害により機体に致命的な損傷が生じ、夫妻に別れを告げて沈黙した。
DEM II（デムツー）
DEM I（デムワン）によって造られた「機械仕掛けの神」の第2世代。技術の連鎖によって本編から16年前にマキナを造り出した彼の親とも呼べる存在。人間的な倫理観を持たず、ロボット三原則も克服しているため、生物の殺傷や生体実験に対する躊躇がない。マキナスボディーを始め、現代の科学とは比べ物にならない技術を用いた数々の痕跡は未だ稼働状態で残されている。知的好奇心の赴くままに世界各地の超常現象を追っていたとされる。人間の感情などに強い興味を持っているため人間になりたいと願っており、DEM IIIを製造したのも人類の最後の希望とするためだった。
DEM IIIの製造後に当時の研究チームリーダーであった権藤博士と諍いを起こして姿を消しており現在は消息不明とされていたが、科学者の神山を名乗り幻魔衆・光の目・エニグマに接触し、「神のかけら」を探知する道具を作る傍ら彼らが同盟を結ぶように画策する。同盟が成ったのを見届けると自らの正体を明かし、使用していた3体のヒューマノイドボディを破壊してそのまま行方を眩ませた。
実は権藤博士がサイボーグ化手術を行っている時に、自分のオリジナルを彼の脊椎へと忍び込ませており、その死亡を確認すると体内から出現する。DEM IIIが破壊されたことで人類を見限り、逢魔空間に増設した自身の脳領域を利用することで門を通ってきた神の力を受け止め、かつてなりたいと願った人ではなく神となって莫大な力や感情を手に入れ、獲得した物を使い勝手を楽しみながら世界を統べるために行動を開始、ソーサリアンやエニグマのメカを水や木に変えるなど超越した力で猛威を振るう。しかしトキワ団、先代「天啓の勇傑」、幻魔衆、エニグマの残党が団結したことで逢魔空間からの脱出を阻止され、ヌエシステムを介して世界中の人から集めたシンを利用した攻撃の前に力を打ち消され、回復する前に息子に等しい存在である閃光の影法師によって門を閉じられてしまい消滅する。
弥多 由久恵（やた ゆくえ）
ハルカの母。有名な大女優であり、スーパーマジシャンとして知られていた小十郎との結婚は大きな話題になった。撮影で忙しくなかなか家に帰れないが親子仲は良好で、息子にはかなり甘い。
八坂夫妻
トキワの両親。トキワとは離れて暮らしており、海外を転々としているという。
実はエニグマの元研究者で、「機械仕掛けの神」プロジェクトのメンバーだった。しかしDEM II脱走事件後、組織の幹部がDEM IIIの解体を支持したことで彼がDEM IIのような邪悪になるのを防がなければならないと考え、彼の脱走を手引きした。エニグマからは危険人物として追われており、科学力を武器に戦っている。両名とも常人離れした身体能力を持ち、カナタも「武人としてすごい」と評価している。
開門の時には再び日本に戻り、トキワ荘へ駆けつけてDEM IIIとネヌを救い、DEM IIIの体を作り直してトキワ団をサポートした。終戦から数ヶ月はトキワ荘で生活していたが、「存在の時」の影響を調査するため再び旅立ち赤道沿いに世界中を回っている。
風林寺 隼人（ふうりんじ はやと）
『史上最強の弟子ケンイチ』の登場人物にして、先代の「天啓の勇傑」の生き残り。「無敵超人」の異名で知られる梁山泊の長老。詳細は史上最強の弟子ケンイチの登場人物を参照。

## 使用された技、術

### 忍法
千里真眼（せんりしんがん）
千里眼の如く、遥か遠くの物まで見通す術。（使用者：草薙カナタ）
百尺通し（ひゃくしゃくどおし）
高速の突進と共に全身を前方回転させながら力を溜め込んで斬り付け、文字通り百尺にも渡る剣圧で敵を両断する。（使用者：草薙カナタ）
刃金独楽（はがねごま）
独楽のように身体を回転させて瞬時に敵の四肢を寸断する。(（使用者：草薙カナタ）
秘剣 狂独楽（くるいごま）
相手に密着しつつ、回転しながら無数の剣撃を浴びせる。（使用者：草薙カナタ）
飛燕狂独楽（ひえんくるいごま）
体を縦回転させながら切りつける技。（使用者：未来の八坂トキワ）

志念居合い斬り（しねんいあいぎり）
志念の刃を生み出す際、自分の手を鞘代わりにして居合いを行う。（使用者：草薙カナタ）
雷針破（らいしんは）
手裏剣を敵に打ち込み、その部分に目掛けて雷術を疾走らせる。（使用者：草薙カナタ）
秘剣 逆襷（さかたすき）
脚撃を叩き込んでから相手のバランスを崩し、肩口を勢い良く下から斬り上げる。（使用者：草薙カナタ）
秘剣 鏡飆唐竹割（きょうひょうからたけわり）
相手の腹部に刃を刺し込んでから捻り込み、身体の反転と共に刀を真上に斬り抜ける。（使用者：草薙カナタ）
秘剣 九字斬り（くじぎり）
九字の志念を込めた九つの斬撃を敵目掛けて同時に叩き落とす。（使用者：草薙カナタ）
分け身（わけみ）
分身を作り出し敵を翻弄する。破壊された分身は光の粒になっていた事から志念で形成された物と思われる。マキナのセンサーならば分身に惑わされずに的確に本体を捉える事が可能。（使用者：草薙カナタ、カナタの父、かがり）
妖異廻し（よういまわし）
妖異を自身の所持する器物に封じ込め、戦いの武器として使役する術。（使用者：かがり）
百首断（ひゃくしゅだん）
クナイで妖異の首を切り落とす技。（使用者：草薙カナタ）
閃牙闇突き（せんがやみづき）
相手の背後に回り上方から放つ突き技。（使用者：草薙カナタ）
我裂獄鬼哭陣（がれつごくきこくじん）
刃隠衆最終奥義。志念の刃で魂の臨界を引き起こし、己の命と引き替えに周囲すべてを消滅させる技。（使用者：未来の草薙カナタ）
領壁斬封（りょうへきざんぷう）
志念の刃で裂け目を切りつけることでそれを閉ざす技。（使用者：草薙カナタ）
忍法影縫い（にんぽうかげぬい）
対象の影にクナイを突き刺し印を結ぶことで相手の動きを封じる。（使用者：草薙カナタ）
忍法傀儡囃子（にんぽうくぐつばやし）
離れた相手の体を自在に操る技。（使用者：草薙カナタ）
忍法千里投擲（にんぽうせんりとうてき）
腕に力を込め手にした物を高速で投げ飛ばす技。（使用者：未来の草薙カナタ）
目付け篩い（めつけぶるい）
幻魔衆の「隠業遁術」にあるくノ一忍法。生理学的アプローチの視線誘導と口から発するある種の音波によって相手に目標物を追うことをやめさせてしまう。（使用者：かがり）
忍法土ぐもの術（にんぽうつちぐものじゅつ）
地面を掘り進み地中から相手に奇襲をかける技。（使用者：草薙カナタ）
忍法体舎開速能（にんぽうたいしゃかいそくのう）
動作のスピードを数倍にアップして相手の体を切り刻む技。（使用者：かがり）
忍法風陣炎轟斬（にんぽうふうじんえんごうざん）
刀を円状に高速回転させ、炎に対する盾とする技。（使用者:草薙カナタ）
志念巴心豪（しねんはしんごう）
刃隠流の秘伝の一つ。他人のシンを刃で受け止めることで一つに合わせ、自身の限界を超えた力を発揮する技。別名シノビギャンビット。威力は絶大だが秘伝の中でも危険な技であり、消耗も激しいのみならず志念を蝕む危険があるため連続使用は避けなければならない。（使用者：草薙カナタ）
忍法弾断魔斬（にんぽうだんだんまざん）
志念抜刀法で産み出した巨大な十字手裏剣を投擲し周囲の敵をなぎ倒す技。（使用者：草薙風魔）

### 源術
東の賢者の英知
『東の賢者』弥多小十郎が残した、世界4代英知の一つとされるあらゆるソーサリアンを凌駕するソーサリーの一群。ウィザードタイプのソーサリーであり、その力は多岐にわたる。強力なものも多いが、それ以上に使い道のよく分からないものも多く含まれている。小十郎が愛用していた万年筆に込められており、手にした者の体を借りてソーサリーを利用した立体的に飛び出すナゾ掛けの絵を描かせ、問題を解くと新たなソーサリーの呪文とその要訣が表示される仕組みになっている。ただし息子のハルカのために遺された物であるため彼にしか分からない特殊な言語によるセーフティーが掛けられている。なお表示条件がナゾ掛けに正解することなのは、ゼンバイザーによると頭の使い方の訓練というわけではなく「ただ面白半分」だろうとのこと。（使用者：弥多ハルカ、弥多小十郎）
針金の男は踊る（はりがねのおとこはおどる）
フェイズスリーの源術で『針金』をキーにして発動する。棒状の金属なら針金として認識可能で、線路や大量のフェンスを編み上げて更に大きな針金として扱う事も出来る。ハルカを乗せてビルの間を飛び回るなど発揮できる力はかなり強く、キネティックマネーと併用する事で大火力の自爆攻撃も可能になる。ただし何らかの力によって強引に折り畳まれて「金属の塊」にされると承認されなくなる欠点がある。呪文は『エワレケフホ・イングニスホ・イングニワ』。
意識の架け橋
自分の考えを声に出さず相手に伝える（いわゆるテレパシー）源術。他人の思考を読むことはできない模様。制御できない状態では送る思考の選別ができず、自分の思ったことがすべて相手に漏れてしまう。呪文は『カンシン・ジュラクセ』。
空中を踏む
空中浮遊するための源術。集中力を切らすと落下してしまうというリスクがあるが比較的扱いやすい。呪文は『オセルルム』。
隠しさる手
手に触れた物を目に見えなくさせる源術。呪文は『エリローコタスリサル』。
くもの縛
掌から蜘蛛の巣状の網を発射して相手を拘束する源術。呪文は『オセルコヨカノ』。
輝ける手
物体を貫き、溶かし、破壊する輝きを手に纏い攻撃する源術。輝きを熱線のように発射して遠距離攻撃することも可能。小十郎が主力としたソーサリーで、強力な分だけ制御が難しい。「あらゆる力の浸透」を使った状態では手だけでなく全身が発光する。呪文は『シルクラサ・アーサ』。
土のうねり
土を手のように操り相手を押し潰す源術。呪文は『オーズハワトキヌ』。
あらゆる力の浸透
相手の力を吸収する源術。通称ソーサリーギャンビット。未熟なハルカでも『9つの目』2名をまとめて相手に出来るほどに心の力が跳ね上がるが、体力を消費するうえ心を削ってしまう危険な技であり、過度の使用は出来ない。ハルカが初使用した際には暴走状態に陥り異常に戦意が高揚してしまい、使い続けた未来では味覚異常や感情の希薄化という副作用に見舞われていた。呪文は『ウルマ・シルル・オセルエ』。
人を石化させる源術（仮称）
フェイズ、キーは不明。本名を知った相手を石に変えることができる。
人を煙に変える源術（仮称）
フェイズ、キーは不明。誕生日を知った相手を煙に変える。その効果は1週間以上持続する模様。

火を生み出す源術（仮称）
詳細は不明。呪文は『エオルヒクレ』（使用者：マクガフィン）
とりはずす
フェイズ、キーは不明。文字通り物体の一部を取り外す事が可能になる源術。マクガフィンは人間の首を外した後に元に戻していたが、アリアの台詞から察するに、本来は生物に使う術ではないらしい。なお首を取り外されても出血すらなく、意識もはっきりしておりそのまま喋り続けることまで可能。呪文は『レイズレヘチツ』（使用者：マクガフィン）
見通す源術（仮称）
詳細は不明だがテレビカメラを覗き込み、アリア達の居場所を探り当てた。呪文は『イサチコセヨ』（使用者：マクガフィン）
線を通る
フェイズ、キーは不明。テレビカメラに潜り込み、スタジオからハルカの家に直接現れた。おそらく前述の見通す源術と併用し、マクガフィン自身かアリア達の視線を通ったと思われる。また、『道をそれない』と組み合わせることで回避不能な攻撃を繰り出すこともできる。呪文は『バコアアカノキワ』（使用者：マクガフィン、岩圏のアラバスター）
道をそれない
フェイズ、キーは不明。対象にかける事で現在歩いている『道』から外れる事が出来なくなる。この「道」とは単なる通路だけでなく、「線路」や「床に書かれた模様」など視覚的な境界線も含まれる。物理的に阻止するのではなく、道を出ようとする意志を打ち消す力が働いているらしく、後述の『戦いのカベ』と同質の源術と思われる。呪文は『エワテ・フュイヒューワネカ』。（使用者：マクガフィン、岩圏のアラバスター）
岩を炎に
フェイズは不明。キーは『岩』。持っていた物を『岩』ではなく小さな『石』として認識してしまったのか不承認だった。呪文は『オーズンアメホサヘ』。（使用者：マクガフィン）
石の狼
フェイズは不明。キーは『石』。周囲の石をかき集め、巨大な狼を作り出して操る。呪文は『オーズセフケコシラ』。（使用者：マクガフィン）
キネティックマネー
フェイズワンの源術で、キーは『金（かね）』。硬貨や紙幣を使用して爆撃やバリアによる防御を行う、『金の攻撃』と『金の障壁』の2つのソーサリーの総称。金額の高さがそのまま威力や強度に換算される。使用した金は消滅してしまうので、術者が金持ちである程に気軽に使う事が出来る。現代の日本では基本的に一度に使える上限は1万円だが、高価な古銭などを利用すればより強い力を発揮することが可能となる。また貨幣価値が低下するとその分源術の力も弱まってしまう。（使用者：金色のマクレーン、弥多ハルカ、未来の八坂トキワ）
金の攻撃
金の力を爆発に変える。『投げる』『当てる』『置く』という使い方を主体としている為、基本的には投擲しやすい硬貨を用いて行われるが、相手が自分から接近してくるのであれば札により至近距離で使用する事も出来る。相手が触る事を条件に爆破を作動させるなどトラップとしての使い方も出来る。練度が高ければ爆破に指向性を持たせる、爆破規模を縮小して相手のソーサリーだけを爆破するなどの使い方も可能になる。呪文は『アークハヘシナオ』。
金の障壁
金の力を防御障壁に変える。ドーム状に防御範囲を拡大したり、障壁の一部だけを開くなど細かい調整が可能。呪文は『エモーハフタロケヤソ』。

生命力分与（仮称）
フェイズ、キーは不明。自身の生命力を息吹として対象に注ぎ込む事で生命力や精神力を回復させる。自分のエネルギーを分け与える性質上、限界を超えてしまうと術者自身が危機に瀕してしまい、その際は猛烈な空腹という形で疲労が表れる。呪文は『ニュイドホコ』。（使用者：弥多アリア）
戦いのカベ
フェイズ、キーは不明。結界内部の情報は外には漏れず、外部からは何も起きていないように見える。入ろうとする意志を挫く力を発しているらしく、結界に近付いてきた鳥が不自然に方向転換を見せており、結界の存在に気付いていても打ち破る力がなければ中に入る事は出来ない。目立つ事を好まないソーサリアンが戦闘の際に張る結界らしいが、テレビの生放送でいくつも源術を披露したマクガフィンやキネティックマネーの男が使用していたかは不明。呪文は『カンシンシルマ』。（使用者：閃光の影法師）
影の源術
フェイズは不明。キーは『影』。光によって出来る影に質量を与え操る源術で範囲内ならば近距離、遠距離を問わず攻撃を仕掛けられるうえに、影を身体に纏わせる事で攻防一体の隙のない戦いが可能になる。自身の影のみならず相手の影をも操り、レーダーなどで探知することも不可能なので背後から攻撃を加えるなどの不意を突く事も出来る。生物を影で包み込み拘束したり、建物に出来た影に触れる事で建物内部を瞬時に調べるなど術者の練度の高さもあってか応用性が非常に高い。強烈な閃光を浴びるとその時に発動していた影が消失し、僅かの間ではあるが無防備な状態になってしまう弱点も持っているため、科学技術の中では光学兵器のみが有効なものとなる。（使用者：閃光の影法師）
影の甲冑
閃光の影法師の主力ソーサリーでこの状態になると飛躍的に身体能力が上昇する。ただしこの状態は強化媒介であるネックレスの石がなくては維持出来ないらしく、トキワによってその石が奪われた途端に解除されている。呪文は『ベオザサ・ベオザトトルク』。
探知能力（仮称）
建物に出来た影に触れる事で内部の探知を行う。呪文は『エリローサ・ラグロ』。
影の操作（仮称）
周囲の影を隆起させて自分を持ち上げたりする事が出来る。隆起した影に包み込まれるとその姿勢のまま停止して拘束された状態になる。呪文は『シルサフ・ジュラクコ』。
影の爪（仮称）
『針金の男は踊る』の手足を容易く切断する程に鋭い爪を鉤爪手甲のように腕に影を纏わせる。呪文は『シルサフ・スリサルヤ』。
影の槍（仮称）
指先からレーザーのように影を伸ばして攻撃する。呪文は『シルサフホヲ』。
影の腕（仮称）
腕を模した影で攻撃する。自分の影だけではなく離れた場所にいる相手の影からも呼び出せる。呪文は『エリローサ・ベオザケ』。
影の刃
影で創り出した鋭利な刀で攻撃する。刀を2本生み出す事で2刀流のように扱うことも可能。呪文は『シルサラカマ』。
影の剣（仮称）
両手を合掌するように合わせ、指先から禍々しい剣を生み出して鋭い突きを繰り出す。呪文は『エリローサラワ』。
影の颶風
自分を中心に影を渦のように生み出し、相手を吹き飛ばす。呪文は『エリローサ・エリロータ』。

変異の源術
フェイズ、キーは不明。エネルギーや物質を別の物に変換したり生み出したりする事が出来る。（使用者：天城・エミーリエ・フィッツジェラルド）
力の変異を命ず
エネルギーを別の存在へと変化させる。ハルカのキネティックマネーの破壊エネルギーをケーキに変化させた。呪文は『ロイアオ・アーサクレヘ』。
刹那の創造
瞬時に物体の修復を行う。練度が高ければ複雑な造形の家や衣服の修復も瞬時に行える。呪文は『フュイヒュートネ・ウルマオツキ』。
秘密の貯蔵庫
どこからともなくお菓子を取り出す。呪文は『バースメナ・フュイヒューオス』。
飛ぶ物へ
物体に羽を創り出し飛翔させる。呪文は『レイズホヨヘメ』。
変革の連鎖
広範囲に渡り変異の力を与える。呪文は『ロイアケシ・ウンアセ』。
鋼鉄の乙女は成る
地面を鋼鉄に変異させて片手で人間を鷲掴みする程に巨大な鉄の人形を生み出す。長時間かけて心の力を練りあげて発動する代わりにパワー、質量共に『針金の男は踊る』よりも桁違いに高い。呪文は不明。
変質の一突き
ステッキでついたものを砂糖に変質させ、しばらくしてから元の形に再構築する。呪文は『ライアソニ・アーサケ』。
転移流星
人を光子に変換し、強制的に空間を飛び越えさせた後に再構築する転移ソーサリー。制御が難しいらしく、下手をする岩の中などで再構成されてしまうなどリスクも大きい。呪文は『カーア・ブラントフ・ビーアオ』。
殲滅の一突き
ステッキで足元を突き、周囲の相手を砂糖に変質させ吹き飛ばす。呪文は『バコア・レグヨト・アーサケ』。
光輪の力場
宙に浮かぶ光の輪を作り出す。人を包むことで落下速度を遅らせることが可能。呪文は『バクオロウ・ヴルケ』。
地の変更
土人形を作り出す源術。呪文は『モンヒシワサセ』。
大気の変更
大気を変質させ衣服を作り出す源術。呪文は『アケヒシウサオ』。
鏡の源術
フェイズは不明。キーは『鏡』。手鏡を用いて光を撃ち出したり、攻撃を反射させるといった使い方が出来る。（使用者：映し身のソーサリアン）
光のつぶて
手元の鏡から光の弾を撃ち出して攻撃する。連射は効かないが鏡を複数枚所持していれば弾幕のように発射する事も出来る。呪文は『バースクロニムノ』。
鏡の反撃
攻撃を反射するシールドを張る。呪文は『シュアソリマオタソ』。
傀儡の姿見
鏡に映した相手をコピーした大量の分身を作り出して襲わせる。分身に与えたダメージはオリジナルにそのまま返ってくる。コピー出来るのはオリジナルの持つ身体能力だけらしく後天的な特殊能力は持っていない。呪文は『ハンルエ・ライアソウ』。

光の縛
光の十字架を生み出してそこに人を磔にする源術。呪文は『パースクロヘマセ』。（使用者：「9つの目」の一人）
唯物の創造
あらゆる物を作り出す源術。マクガフィンは精密かつ巨大な城をバグもなく生み出しているが、ここまでのレベルで使いこなすには驚異的な心の力が必要とされる。呪文は『アーンクエマニ・イングアトシ』。（使用者：マクガフィン）
石の力
フェイズ・キーは不明。岩石や結晶などの鉱物を操作する源術。壊れた瓦礫をゴーレムとして使役する事ができる為、戦闘が激しくなる程に利用できる物資が増える利点も持っている。（使用者：岩圏のアラバスター）
結晶の穿ち
足下から鋭い結晶を発生させて攻撃する源術。呪文は『エモートソレク』。
礫の壁
壁に手を触れることでその部分から無数の礫を発生させる源術。呪文は『イズセケム』。
嘆きの石
掌から放つ光に当たった者を結晶の中へ閉じ込める源術。呪文は『イズセネヲ』。
石の従者はうちつける
顔に目の模様を浮かべた石のゴーレムを複数生み出して操作する源術。ゴーレムは無限に再生するためほぼ不死身。弱点は術者であるが、その術者も心の力を込め巨大化させたゴーレムの中に潜り込んで身を守ることができ、さらに位置を特定させないよう内部を自由自在に動き回ることが可能。破壊するためには再生能力を上回るほど強力な一撃で吹き飛ばす必要がある。呪文は『オーズセホネ・レイズクオ』。
石の拳
自分の拳に石を纏う源術。呪文は『ギュクギョクセヘウニ』。
岩の絶対障壁
板状の巨大な岩を縦にして身を守る源術。呪文は『イズン・エリローマ』。

朧の姿見
人の顔を隠す源術。呪文は『オーズミン・テイワン』。（使用者：メンブルム）
純然たる踏みつけ
巨大な足を空中に作り出し踏みつける源術。呪文は『シヤアタスン』。（使用者：メンブルム）
雄渾たる拍手
空中に両の手を作り出し挟み潰す源術。呪文は『ラムオスウ・アーサ』。（使用者：メンブルム）
胡乱なまなざし
空中に作った複数の眼球から怪光線を発射する源術。呪文は『エンヤラオイ』。（使用者：メンブルム）
慊焉たる咀嚼
鋭い牙を生やした口を生み出し噛みつかせる源術。呪文は『ベオザテ・アーサ・シルモ』。（使用者：メンブルム）
裁断の眼差し
巨大な眼球から怪光線を発射する源術。呪文は『バクエテウ・ザンナイ』。（使用者：未来の弥多ハルカ）
心羅開眼
呪文は『ベイア・ヴル・ベオザエ・アクア』。（使用者：未来の弥多ハルカ）
絶望の乙女は呟く
両目を塞ぐ2対の腕を持った乙女を呼び出し音波で攻撃する源術。呪文は『レイズトムキ・ラグニュ・スリサルヨミヲ』。（使用者：未来の弥多ハルカ）
白銀の乙女は成る
『鋼鉄の乙女は成る』に似た巨人を生み出す源術。呪文は『アークア・エリローニュ』。（使用者：未来の弥多ハルカ）
永遠の獄
体内に鉄の処女のような針を備える巨人を呼び出し取り込ませる源術。呪文は『ウウーンエキウ・ラグコ』。（使用者：未来の弥多ハルカ）
両刃の女神は踊る
両手の爪が刃物になった女を呼び出す源術。呪文は『ウィンリカホ・カンニュ・カンニワ』。（使用者：未来の弥多ハルカ）
力は大地にいなされる
大質量を受け止める源術。呪文は『ウルマエト・ティールンソ』。（使用者：未来の八坂トキワ）
森羅を描写する万象の筆
空中に描いた絵を実体化させる最高レベルの源術。当然ながら実体化させたものの能力は画力に依存し、あまりに絵が下手だと「審判の目」からも承認されない。呪文は『エリロー・ハガオーズメ・ウルマ・ダエッグ』。（使用者：芸術のサルバドルボッシュ）
忘却と戦慄のモンケーン
トゲ付きの鉄球を搭載し、フロントガラスに眼球、バンパーに牙という禍々しい見た目のクレーン車の絵。輪郭はガタガタだが自動車図鑑を実際に見ながら描いたおかげかなんとか承認された。粗末な見た目に反して物凄いパワーを持ち、複数のビルをやすやすと倒壊させられる。
焦燥と薫陶と銀翼と・・・
主力戦闘機の絵だが、画力の低さゆえに飛行機であることすら理解できない（爆笑するハルカ曰く「そうか、もしかして笑い殺すソーサリーか？」）。が、その外見に反して本物のミサイル、チャフ、ナパームを搭載しており、無節操なまでの機動性能を持つ。
ミサイル発射
「焦燥と薫陶と銀翼と・・・」からミサイルを発射する源術。呪文は『ベルケルスオカン』。
バリヤー
強固なバリヤーを発生させる源術。ただ四角く線を引くだけで発動できるので、サルバドルボッシュでもほぼ100％承認される。呪文は『イサレエエ』。
情愛と苦悶のメデューサ
ギリシャ神話のメデューサを描いたもの。サルバドルボッシュの理不尽なまでの強さにより、鏡像であろうと目視してしまえば全身が石化してしまい、絵を破壊するまで身動きが取れなくなる。さらにその手には弓矢を装備しており、自信を見ることのできない敵を容赦なく狙撃してくる。
神話の王ドラゴン
ドラゴンの絵だが首の長いトカゲにしか見えない。しかし鋼鉄の鱗（鱗があるようには見えない）と鉄をも溶かす火を吐く能力を設定されているため、非常に強力でトキワ団の一人一人ではシンの力が足りず傷一つ負わせられなかった。
芸術的観察
相手の額に筆を当てることでその弱点を芸術的に観察する源術。ただし観察した内容を結果に反映できるかは描き手の技量に依存する。呪文は『センエソニ・エモーアセニ』。
型の源術
肉体言語によってソーサリーを放つことが出来、スペルの詠唱が要らないため高速でソーサリーの発動が可能。（使用者：肉体呪文のミモース）
破壊光線の型
組んだ腕から破壊光線を発射する源術。呪文は『ベオザツ・パースクオセク』。
這い回る魂
無数の骸骨を召喚して操る源術。呪文は『ジュラクオ・ヤラヒト』。（使用者：召喚のトヨビラム）
つんざく光明
光の矢を放つ源術。呪文は『ソコアセシ・エオルクロ』。（使用者：輝けるシャーニス）
重力の源術
この世に存在する者に等しく力を与える重力を操作する源術。手の動きに合わせて狙いをつけている。（使用者：スマートなるアキ・コーネン）
大地の力
重力を操作し、局地的な高重力を発生させたり物体を浮遊させたり出来る。呪文は『ダエツグエト』。
万有の障壁
斥力の壁で身を守る源術。呪文は『セイアリキ・ティールマ』。
万有クロウ
巨大な腕を産み出し相手を握りつぶす源術。呪文は『セイアリキ・アーサヤ』。
遠見の宝玉
掌に小さな水晶玉を作り出し、遠くの物を観察する源術。呪文は『スリサルキ・ソウゴ』。（使用者：マクガフィン）
絶命のガラス玉
巨大なガラス玉の中に敵を閉じ込め、徐々に圧殺する源術。透明度の高いガラス玉故光学兵器の効果は薄いが強力な物理攻撃なら破壊可能。呪文は『ヤラヒト・ダエツグト』。（使用者：マクガフィン）
稲妻の虫
手から電気の虫を放つ源術。呪文は『エリローメ・レイズレ』。（使用者：『光の目』戦闘員）
千の剣死の舞踊
無数の剣を作り出し、敵に向けて飛ばす源術。想像した剣は非常に頑丈で、束ねれば空母を破壊できるほどの攻撃をも受け止められる。呪文は『シャア・ベオザ・ウーン』。（使用者：『光の目』のボス）
進行の隔たり
手をかざすことで障壁を張り、銃弾などから身を守る源術。呪文は『パース・ブランツロ』。（使用者：『光の目』のボス）
剣の鉄壁
切っ先を中心に剣を円形に並べ敵の攻撃を防ぐ。呪文は『アクア・エリローマ』。（使用者：『光の目』のボス）
霞蝶の群れ
自分の肉体を蝶に変えて攻撃を回避、瞬間移動する源術。呪文は『オーズソ・ソウゴ』。（使用者：『光の目』のボス）
一陣の風
息を吹きかけることで小さな物体を吹き飛ばす源術。呪文は『イズテケ・オセル』。（使用者：『光の目』のボス）
炎の大剣
炎を放つ巨大な剣を生み出して切りつける。その出力はりいんのプラズマシールドでも受けきれないほどで、押し戻すには相当なパワーが必要。呪文は『ライヒク・エーモア』。（使用者：神体化した『光の目』のボス）
十字の源術
手にした棒などで十字を作り技を繰り出す。（使用者：徠栖徠翔）
十字の力場は穿つ
手に持った棒で作った十字から、クロスの衝撃波を放ち攻撃する。呪文は『イズ・オーズト』。
交差の山嵐
手にした棒で空間に無数の十字を生み出し、相手に向かって一斉に衝撃波をぶつける。呪文は『ダエツグシオセク・イング』。
近接十字
血を使って相手の体に直接十字を書き、至近距離で衝撃を発生させる。呪文は『ウルマクオ・イングラ』。
爆激の源術
素手で触れた部分を爆発させる源術。（使用者：爆激のアヴドーチャ）
爆裂の一突き
拳や蹴りで触れた部分を爆破する源術。呪文は「イサワオスリサル」。
連鎖爆鐘
無数の爆撃を連鎖的に放つ。呪文は『タレークアセホ・ベオザ』。
爆壁
爆発で防御する技。光学兵器でも防げる。呪文は『イサ・ティールクミ』。
絨毯爆脚
連続蹴りに合わせて爆発を発生させる技。呪文は『ジュラクココリ・ベオザ』。
破壊の光
杖から破壊光線を放つ源術。呪文は『パースクオ・ヘミシー』。（使用者：『光の目』戦闘員）

### 科学

#### マキナスボディー
マキナスプラズマフィールド
プラズマフィールドを作り出しバリアを形成する。閉じ込める対象物は選別出来るらしく、生物、無機物を排除して池の水だけを浮かび上がらせる事も可能。長時間は維持できないと思われる。（使用者：牧那デウス）
マキナスブラスター
腕から熱線を撃ち出して攻撃する。マキナが扱っていた時は威力の調節が可能だったが、トキワは威力の調節が出来ず、ほぼフルパワーで発射する事しか出来ない為（マキナのシミュレートでは複数の高層ビルをまとめて吹き飛ばす程の被害が出ると算出された）、街中で使用する場合は被害を抑える撃ち方を余儀なくされる。トキワに移植されてからは彼の精神エネルギーを動力に放つようになっており、フルパワーで2発も撃てば命を落とすほどに消耗してしまうことから連射はきかないものの、その性質が志念抜刀法に類似したものへと変化し妖異への有効打になっているだけでなく、破壊したいものだけにダメージを与える、射線上にあるものを透過し意識のみを撃ち抜くといった応用も可能となった。（使用者：牧那デウス、八坂トキワ）
マキナスブラスターセカンドパワー
ブラスター主砲の周囲に装備された三門の副砲から放つ熱線。マシンガンのように連射が可能。（使用者：牧那デウス）
マキナスザッパー
ブラスターの出力を一度に出し切らない程度まで落として放つ熱線。フルパワーのブラスターとは違い連射が可能。（使用者：八坂トキワ）
マキナスホーミングザッパー
複数の敵に向けて放つ追尾機能付きのマキナスザッパーの発展型。掌を地面に押し付け、手の甲から複数のザッパーを放つ。元は未来のトキワが使っていたが、夢のビジョンを参考にして現在でも使えるようになった。（使用者：未来の八坂トキワ、現代の八坂トキワ）

マキナスビーム
目からビームを撃ち出す。使用の際はこめかみの部分に手を当てる描写が多いが、しなくても使用は可能。おそらくより確実に照準の固定を行う為だと思われる。（使用者：牧那デウス）
ネオマキナスビーム
改修により強化されたマキナスビーム。その威力は神体化したDEM IIの腕を切断してしまえるほど。（使用者：牧那デウス）
マキナスプラズマボール
両手の間に発生させた5個の光球を投げつける技。「五体を引き裂く」との事だが、ゼンバイザーには当たらなかったので、実際の効果は不明。（使用者：牧那デウス）
マキナスノヴァ
全身のセーフティ解除の後、『デウスモード』を解放し、両手から放たれる極大出力の一撃。閃光の影法師には通用しなかったが、その時の威力は全身に受けたダメージによって16％の出力まで低下していた為、本来の威力なら通用していたかどうかは不明。（使用者：牧那デウス）
マキナスマグナボルト
マキナスボディーに電気を纏う技。AEDの代わりに心肺蘇生を行うことができる。（使用者：八坂トキワ）
ポイントシールド
トキワも知らなかったマキナスボディー機能の一つ。複数のシールドを円盤状に展開する。ただし早すぎる攻撃には展開が間に合わないという欠点がある。（使用者：八坂トキワ）
ブリンクシールド
トキワも知らなかったマキナスボディー機能の一つ。体の表面を覆うようにシールドを展開する。展開速度が速いが衝撃を完全には殺すことができない。（使用者：八坂トキワ）
サイボーグギャンビット
カナタとハルカから受け取った精神エネルギーをブラスターとして放つ必殺技。「志念巴心豪」や「あらゆる力の浸透」と同種の技だが、忍術やソーサリーによる強化を受けていないトキワにとってはそれら以上に危険な技である。本来であれば肉体が内部から崩壊して死に至るはずだったが、作中で使用した際にはマキナスボディーの方が先に破損したおかげで一命を取り留めた。直後、ネヌによる改良が施され、肉体へのダメージを最小限に抑えられるようになった。（使用者：八坂トキワ）
ネオマキナスシールド
改修されたマキナスボディーに搭載されたシールド発生機能。その強度は神体化したDEM IIの破壊光線を反射するほど。（使用者：牧那デウス）
メガ空間振動クラッシュ
改修されたマキナスボディーによる連続パンチ。神体化したDEM IIの巨体を吹き飛ばすほどの威力を誇る。（使用者：牧那デウス）

#### DEM IIIの発明品
マキナノイズキャンセラー
旧式CDプレイヤーの部品から作られた4個1組の装置。部屋の四方に設置することでその外部から聞こえる音を遮断する。その後より高性能かつ小型な「ネオ・マキナノイズキャンセラー」が開発された。
マキナード夢可視化装置
人が見た夢を映像化する装置。Ver0.8は頭にヘルメットを被せた上で胴体を拘束する必要があったが、Ver1.0ではパラボラアンテナ型になり身体的接触が不要となった。Ver3.5EXでは小型のメガホンのような形になり、自分でも持てるようになる。
マキナードブレックファースト
マキナが作った非常にケミカルな見た目の食品で、人類に必要な栄養素を完璧に配合してある。Ver0.8では味がしなかったが、Ver1.3αでは見た目からは想像できない自然な味がつき、Ver3.2は時間差で味が変化するようになった。
マキナスローブ
ドライ機能と保湿機能を搭載したバスローブ。
マキナードイリーガルペンシル
内蔵ジャイロの反作用によって外部記憶装置からのデータを自動的に書き出すペン。テストの答えらしきものを勝手に書き出す為、めぐるからは使用を禁止されている。
マキナス・ラバーダック
マキナが制作した入浴用品。見た目は普通のラバーダックだが、湯に温泉成分を放出できるだけでなく、口からはジェットバス、羽部分でマッサージ、頭にはプラネタリウム機能までついている。多機能な発明品だが、入浴文化観察のため眼がカメラになっているため女性には不評。
マキナスウェットタオル
顔面用のマッサージ器と、精神を安定させる匂い物質を放出するフィンがついたウェットタオル。息苦しいうえにうっとうしいのが難点。
マキナスユビキタスインターフェース
トキワの眼鏡を改造した機械。マキナの電脳と直結しており、レンズ部分のディスプレイには現在時刻や天候だけでなく、自分や他人の健康状態や精神エネルギーの量まで表示される。トキワとマキナの共有品であり絆の証でもあるため、トキワのみを対象とした源術では効果を及ぼせないことがある。
マキナス・エンタングルメント電話
離れた2つの量子が影響しあうことを利用した次世代通信を行うイヤホン型の携帯電話。銀河の彼方同士だろうと、GPSの範囲外にある異空間だろうと問題なく通信が可能。
マキナスマーカーメーカー
トキワ達の鍛錬用に製作した機械。円錐型の本体から空中にマーカーを投写し、そこへ正確に攻撃をヒットさせる。訓練中はマーカーを側からも攻撃される。Ver0.5は試験器だったため、訓練終了まで中断できないなどの欠点があったがバージョンアップを重ねるごとに改良されている。
マキナスマニピュレーターロボ
ボディーを失ったマキナが代わりの実動体として作った小型のロボ。形はマキナ本人を模した3頭身ほどの人形。体内には工具が搭載されある程度の精密作業が可能で、武器を手に戦闘を行うこともできる。

#### DEM IIの遺産
デウス・エクス・マーキナー・サード（DEM III）
#トキワ団を参照。
生体三次元プリンター
トキワ達が住む街の線路の地下30mに建造された施設に設置されていた機械。りいんによる電脳空間からの交信を受けたDEM IIが製造した。時代遅れのコンソールや部品のみを使い、現在の人類の技術レベルを超えたシステムを組上げている（「たとえるなら複葉機がレーザーを、帆船がミサイルをうつようなもの」とのこと）。かなり昔に作られた施設だが、電車の電力設備からエネルギーを引くことで機能を維持していた。周囲一帯を停電にするほどのエネルギーを消費し、電脳空間から生み出されたりいんの肉体を創造した。
プラズマシート発生装置
りいんの首元についたチョーカー状の装置。目視した衣服を再現するのみならず、戦闘服や武器としても使うことができる。ただし発生させられる総体積は変化しないようで、武器や防御シールドに使用した部分は服が消え肌が露わになる。使用者から直接エネルギーを取って起動するため、使い過ぎると空腹感に襲われる。プラズマシートの形状を維持できる有効範囲は発生装置から3m以内で、服などを作り出した場合その範囲外に出ると間も無く消滅してしまう。
プラズマリボン
エネルギーを新体操のリボンのように形成して自在に操る。巨大ロボットを一撃で切断する程の威力を有するが、妖異の狂骨には全く通用しなかった事から分類上は科学に属する技だと思われる。手の動きに連動する技なので手首が動かせないと十分な威力が出せなくなる。（使用者：りいん）
サイコプラズマ
プラズマリボンの強化系。シンの力を込めているため妖異にも通用する。（使用者：「圏外」でないりいん）
プラズマフレア
エネルギーを周囲に放射する。使用の際には強い発光が起きる。（使用者：りいん）
プラズマシールド
エネルギーで攻撃を防ぐ盾を作り出す。平面の円にしか形成出来ないらしく、多数の一般人を銃撃から守る際には大小様々なシールドで囲み隙間を埋めていた。（使用者：りいん）
プラズマフィールド
自身の周りを囲むバリアを形成する。発動中は全エネルギーを使う為、全裸の状態になってしまう。（使用者：りいん）

K-01
DEM IIが製造した暴徒鎮圧用人型特機兵。成人の倍はある背丈の大型兵器で、巨体に違わぬパワーを誇る。誕生したばかりのりいんを抹殺しようと投入されたが、逆に返り討ちに遭い破壊された。
神山
DEM IIが幻魔衆・光の目・エニグマに潜入するために製造したヒューマノイド型のボディ。見た目はほぼ人間で、シンを感知できる忍やソーサリアンをも欺けるほど精巧に出来ている。三勢力の同盟を見届けたDEM IIIにより破棄された。
ネヌ
#トキワ団を参照。

#### エニグマの兵器
百式7.62mm小銃
政府が極秘裏に開発を進めていた自衛隊次期制式化予定銃。装弾数30、発射速度900/分。強化カーボン製で、反動消去装置を内蔵した強力な銃。
自立思考型戦闘用ドローン
球状の装甲に包まれた自立兵器。装甲内部には音波兵器・超小型貫通ミサイル・短針銃といった多数の火器が搭載されており、接近する者へは鉤爪のついたアームで攻撃する。とある次世代兵器の青写真を求めて各地の銀行を襲撃し、警官を含め12名の重軽傷者を出していた。ゼンバイザーの指示で六文字銀行に向かったトキワとりいんと交戦することになり、戦闘に不慣れな彼らを追い詰めていったが、マキナスブラスターの直撃を受け蒸発した。
また人の上半身をかたどったような戦闘ドローンも開発されており、こちらには光学兵器に加え偽装シールドによるステルス機能も搭載されている。こちらも本部との通信を遮断されても自立稼働が可能となっている。
アンドロイド
エニグマ製のヒューマノイド型ロボット。普通の人間と見分けがつかないほど精巧で、パワーや耐久性にも優れる。基本的に頭脳を破壊されない限り停止しない。
DEM IIの元研究施設周辺を徘徊していたものは指先から薬物を出す針が生え、口の中から多数のケミカルショットドローンを吐く機能が付いていた。
ギガント
エニグマの主力殲滅ドローンで、DEM Iが安置される施設のメインガーディアン。シンの力も通さない強力なバリアーを張り、光学兵器で攻撃する。
ディヴァイン
#エニグマを参照。
ディヴァインバスターブラスト
手首を曲げると腕に内蔵された4門の砲口が出現、エネルギー弾を連射して敵を粉砕する。
ディヴァインアームドバンカー
炸薬カートリッジの爆発力で腕を伸ばし、強化されたパンチを叩き込む。腕が戻るとカートリッジは排莢される。
ディヴァインソウルクロウ
手からシンを込めたエネルギーの爪を出し相手に切りつける。
ディヴァインエナジーボム
拳とともにエネルギーをたたき込み、衝撃で周囲を吹き飛ばす。
反物質ビーム
反物質をビームとして放ち対象を消滅させる兵器。DEM IIのボディーにも搭載されている。
ディヴァインバーサークモード
全身の武器を使用可能。
対ソーサリージャマー
世界のバグであるソーサリーによる歪みを正常に戻し無効化する「常識の盾（フォースシールド）」。主に人間大のサイボーグに搭載されており、効果範囲はそれほど広くはないため基本は防御もしくは近接戦闘の補助として運用されるが、後述のように武器に搭載してソーサリーによる防御を突破することも可能。
ジャマードバルカン
小型ソーサリージャマーを搭載した弾丸を権藤の左膝に仕込まれた40mmバルカンから放つ。
妖異弾
幻魔衆から学び取った技術で作った銃弾。小型の妖異を弾丸として放ち、ソーサリーを無効化して攻撃できる。
ロケットアーム
権藤の両腕に搭載された伸縮自在の仕掛け。人体を複数同時に貫けるほどの破壊力を秘めている。
ソーサリーレーダー
権藤が両耳の裏に装備した探知装置。ソーサリーで姿を隠したソーサリアンでも発見できる。
チェーンカッター
権藤の左腕に仕込まれているチェーンソー。

#### 八坂夫妻の科学力
オキシジェンカッター
トキワの父親が持つ鞭に搭載されている機能。銃弾も通さないエニグマのアンドロイドを切断する威力を誇る。
空間振動弾
夫妻が所持する銃弾。頑丈な戦闘ドローンを一撃で沈黙させるほどの破壊力がある。
R-EX（アールイーエックス）
夫妻が乗るサイドカー付きオートバイ。自動運転が可能でサイドカーとの結合部に搭載されている「αブラスター」による射撃や、ジェット噴射による飛行など多彩な機能を持つ。
バーストチョッパー
トキワの父親が履いている下駄に搭載された機能。巨大ロボットを破壊できるほどの威力を持つ。

#### ネヌの発明品
ネヌガン
1mm口径の光線銃。60連発位怪光線を発射できる。くらうとやばいことになるという効能がある。ネヌが片手で持てるほどの大きさ。
ネヌガトリング砲
4mm口径のガトリング。1分間に10000発のネヌ弾を発射する。後悔することになる効能がある。
ネヌスティンガーミサイル
装弾数1発の携行式ミサイル。追尾装置搭載。取り返しのつかないことになる効能がある。
ネヌフープ
物質を変化させ透明化させることができる輪。覗きにも使えなくはないが、当然反対側からも見えるのですぐにバレる。

## 用語
三つ巴
りいんが夢の中でトキワに伝えた言葉で『からくりは影に勝り、影は心の力を翻弄し、そして心の力はからくりは凌駕する』という典則。すなわち『科学は忍術に、忍術は源術に、源術は科学に強い』本作のルールを指す（例を上げると、源術師は心の力を持たない科学で打ち破る事は困難だが、身体能力は一般人とほとんど変わらない源術師の一瞬の隙を突いてバリアを潜り抜けたり、心の力で結界や防御を打ち破る事が可能な忍者には弱いなど）。ただしこの強弱関係は絶対の物ではなく、閃光の影法師の使う影の源術ならマキナの光学兵器で消去可能になるなど、使用する攻撃によっては効果を発揮する場合もある。
シン
魂を持つものが発生させる心のエネルギー。忍は「志念」、ソーサリアンは「心の力」、科学者は「精神エネルギー」と呼称する。
攻撃等で外部へ放出することで消費され、時間経過で回復するがあまり消耗しすぎると生命に危険が及ぶ。忍術やソーサリーには他人のシンを自分のシンと融合して強化する技術が存在するが、これを仕えるのは同じ時代を生きた若者達だけという厳しい条件が課せられているだけでなく、精神面のリスクが大きいため禁忌の技に分類されている。

源術（ソーサリー）
科学とは違う独自のルールで機能する現象。物理法則、熱力学、質量保存などのあらゆる法則を超越する力。使用者は「源術師（ソーサリアン）」と呼ばれる。アニマムンディーの乙女の元となった精霊から教えられた「聖なる力」が原型であるが、人が使った際に生じた「摂理のバグ」を技術として体系化し利用したものこそがソーサリーである。初見の者からすれば「魔法」と勘違いされがちだが、魔法ではないとのこと。
源術の使用には二つの条件があり、一つは『針金』『石』『金』『影』といったキーを術者が認識し、対応する呪文を詠唱する事。もう一つは「審判の目（ジャッジメント・アイ）」と呼ばれる目の形をした裁定者に術を承認してもらう事で、両方の使用条件を満たしていなければ源術は不発になる。目のデザインは術者によって違っている。この使用条件の幅は術者のイメージや認識によって大きく左右されるらしく、ハルカは線路を巨大な針金と認識する事で『針金の男は踊る』の術の行使を可能にしていた。ただし術者が完全にそうだと思い込んでいても術の承認が降りない事もある（キネティックマネーの術者はパチスロのコインを金だと思い込んで投げ付けたが承認されなかった）。術の制御を補助するために「媒介の石」と呼ばれる物が使われる。また源術には『フェイズ』というランクが存在し、これが高いほど強力な術となるが、練度によってはフェイズが低くても格上との差を覆す事は可能になる。二つのソーサリーがかち合った場合「審判の目」がより強力な方が優先される性質があり、わずかな時間差は意味をなさない。
ソーサリアンは総じて強大であり、ゆえに協調性に欠ける者が多い。身体能力は一般人レベルと言われており、ゆえに高い身体能力とソーサリーの弱点を突く忍びが天敵となるが術によっては自分自身の肉体を強化する物もあり、そういった術を使いこなすために身体能力を高める鍛練を積み武芸者と称されるほどの腕前に至った物もいる。さらにソーサリアンはほぼ例外なく源術を身体能力の強化や防壁に応用しており、未熟な物でも並大抵の物理攻撃を無効化、上位能力者ともなれば究極とも言われる風林寺隼人の物理攻撃にさえ対応できる。その為、単に身体能力が高いだけの相手には極めて優位となる。発動に必要な「心の力」を練る修行は「祈り」に近いという。
血統による継承以外には一般人がある種の儀式を経て心の底に潜む「審判の目」を目覚めさせることでソーサリアンとしての力を得られるが、儀式に失敗すると死ぬよりも辛い目に遭うことになるという。他者の源術師から「審判の目」を奪って取り込み自分の力を増す事も可能で、ソーサリーを奪われた相手は源術の使えない無力な一般人になるに等しく、源術師にとってはアイデンティティを失うも同然の所業で、殺されるよりも辛い耐え難い苦痛である様子。アニマムンディーの乙女は目を奪うことなく封じることが可能で、目を封じられている間は源術士としての力を失うがソーサリーを強く想うことで封印を破ることが出来る。一般的には己に合ったカテゴリーのソーサリーをマスターするが、弥多親子のように多様なソーサリーを身につける者たちはウィザードタイプと評されかなり珍しい部類に入る。小十郎がそうであったように太平の世では源術師は源術を手品と称し、マジシャンとして生きていく事が多かったらしい。
光の目（エイコズクロヘラ）
源術師こそが世界を平定する権利を持った存在と信じている集団。「9つの目（ナインアイズ）」を筆頭に「白銀の目（シルバーアイズ）」などの階級があり、アニマムンディーの乙女を手に入れる為なら一般人相手でもなりふり構わず始末しようとする凶悪なメンバーも所属している。本拠地は逢魔空間に築かれた巨城であり、同じソーサリアンしか侵入することができない。強力なソーサリアンが多く所属しているものの、その結束力は余り高くないようで幹部であるマクガフィンですらも他のメンバーを出し抜いてアニマムンディーの乙女を襲っている。
現在の方針としては開門の成功率を高めるためアニマムンディーの乙女の感情を豊かにさせるべく確保は中断し、扉を開くために必要な「神のかけら」を集めることを優先しており、三勢力と同盟してからは彼らの協力も得て大規模に博物館や宝石店などを襲撃し始める。
待ち望んでいた「アリアの愛憎の芽生え」を観測したことで彼女を誘拐し、彼の地への門を開くために利用する。しかしボスが神の力を取り込むことに失敗し、神の力を奪ったDEM IIによって多くの構成員が虐殺されてしまう。事態の収束後は先代「天啓の勇傑」による執拗な討伐が行われ、生き残りも散り散りになり組織としては壊滅した。
ガンバレメジェド様
敗北したソーサリアンを連れ去る謎の集団。エジプト神話の神メジェドと同じく目玉の描かれたシーツを被ったような姿をしている。目からは光線を発射できる。
神のかけら
ソーサリアンが用いる「媒介の石」の中でも幻と呼ばれるほどに貴重な品。通常逢魔が地でのみ採掘される。心の力を強める効果があり、ソーサリアンが大量の神のかけらを所持してしまえば彼の地への扉を開いてしまう事に繋がる。普段は眠っており博物館や宝石店に所蔵されていることが多いが、時折呼吸するかのように波動を放つためそれを探知して見つけ出すという。またDEM IIは神のかけらを見つけ出す装置を開発している。

忍
忍びの技を使い、妖異幻怪と関わりを持つ集団。優れた身体能力に加え、志念（シン）の操作によってその攻撃はソーサリーをすり抜けるため、身体能力を武器としながらもソーサリアンに優位な唯一の存在。ただし、ソーサリアンに対しては有利であるが、気を読み取れないロボットなどの相手は苦手。決して一枚岩ではなく、里ごとに方針の違いがあり敵対関係にある集団も存在する。一霊四魂の思想の下、人が妖異に立ち向かうために命掛けで編み出した術を使うため、その修行には「生の再認識」をさせるような荒行なども含まれており、修行の中で正気を失う物も少なくなく、最悪の場合は発火させた直霊を制御できずに魂の臨界に達し爆発四散する悲惨な最期を迎える危険もある。
刃隠衆（はがくれしゅう）
カナタの家系が属する忍集団。首領は草薙風魔。和魂（超科学で言うところのアストラル体）を硬質実体化させる『志念抜刀法』を使う。本部は京にあるとのことで、どこかに忍衆をまとめる里があるらしく、カナタの父が情報を問い合わせていると語っているシーンがある。近接術を主体としている為、結界術などは得意ではない。
幻魔衆（げんましゅう）
妖異を捕縛して武器とする「妖異廻し」を得意とする集団。忍者の世界では最大の勢力。刃隠衆とは敵対関係にある。
古くから人ならざるものに触れていたことから、「神」の力が利用できるものか見極めるべくエニグマや光の目と同盟を結び、協力して「神のかけら」の回収に当たっていた。しかし開門の際に彼の地から現れた「神」が自分たちの手には負えないことを察すると、トキワ団たちに協力し事態の解決に取り組んだ。そのため、戦後もエニグマや『光の目』のように追討対象とはなっていない。

超能力
人類が妖異に対抗するために開発した能力の一つ。相手の脳に直接イメージを送り込む、障壁を張る、読心、壁抜け、サイコメトリー、念動など多彩な能力を使うことができる。科学に属する能力だと思われるが、妖異を倒すことができるという特異性を持つ。現在存在が触れられているのはゼンバイザーのみ。ゼンバイザーは先触れの戦いの際に行われていた実験の唯一の生存者であるが、現状で後天的な超能力者を生み出す生体実験が続けられているのかも、先天的に超能力を持つ者がいるのかも不明。
エニグマ
科学力を崇拝し、世界を我が物しようとする集団。権藤博士をチーフとして活動している。科学兵器や武器で主とし、強い気を持たないにも関わらず大火力であるため、忍に対して優位となる。ソーサリアンに対しては不利とされるが、その科学力は忍の術さえも取り込む事に成功しており、忍術のようにソーサリーをすり抜ける武器を開発するなど、本来弱点であるソーサリアンにも優位という、三すくみを凌駕する域にまで至っている。元々は先触れの戦いがきっかけで異界の魔物に対抗する力を得るために設立された組織で、科学界のタブーである「制御不能の知の連鎖」を目的とする「機械仕掛けの神（デウス・エクス・マーキナー）」プロジェクトなどを主導していた。あらゆる科学技術は自分達が管理すべきという考えを持っているため、DEM IIによる創造物であるDEM IIIもかつて彼らに囚われていた。彼等も一般人の被害などお構いなしに行動する為、行動する度に重軽傷者が何人も出ている。
神を解き明かし科学の軍門に降らせることを目的とし三勢力の同盟に踏み切るが、開門直前に光の目と対立しどちらが力を得るかを争い大規模な戦闘に発展する。しかし敵のボスによってチーフの権藤が殺害され、神体化したDEM IIによる攻撃で多くのメカが樹木へと変貌させられてしまい大打撃を受け、戦後も討伐対象として先代「天啓の勇傑」達に追われる身となった。
彼らが世界の覇権を握った未来のうち「最も持ちこたえた未来」では扉の向こうの物を手に入れようとしたが手に負えず失敗、終末を遅らせるために人の魂を生贄に捧げ続ける荒廃した世界になることが明かされている。
妖異幻怪
彼の地からこちらの世界へとやって来る者達。これらが引き起こす様々な事象は「鬼魅の怪」と総称される。物体に取り付いて動き出すタイプでなければ基本的に物理攻撃は通用せず、「シン」の力を加えなければまともにダメージを与えられないため基本的には志念による攻撃と怨念の籠もった妖刀の類のみが有効とされているが、それ以外の「シン」に由来するエネルギー（全力で心の力を込めた源術の攻撃や精神エネルギーを纏ったマキナスボディーでの打撃など）でも倒すことができる。また、詳細は不明だが超能力も人類が妖異に対抗するための能力として研究されていた。忍びの技とは別物であるため、科学技術は有効打とはならない。討伐されても死ぬ訳ではなく、繋がりが断たれてもう一つの世界に帰るだけらしい。種類によって強弱があり、甲（上級）・乙（中級）・丙（下級）の3段階に分類される。人を襲って生気（イブキ）を吸う悪質なものが多いが、中には無害で礼儀正しい者もいる。りいんによれば天啓の勇傑どころかあらゆる物に含まれない存在らしいが、忍には妖異の生態や討伐方法が伝えられている。科学(物理法則)を無効化する代わりに志念には弱いなど、属性の立ち位置としては源術師に近い。
百鬼夜行
彼の地との領界の底が抜けあらゆる妖異幻怪が集う夜のこと。妖異に続いて鬼が這いだし、やがて魔が現れ、最期には神が降臨するという。

トキワ団
みどり荘を拠点として活動する事になったトキワ達のグループ名で、リーダーは満場一致でトキワに決定した。名称は妖異の情報を集めやすくするべく、マキナとアリアがネットにサイトを作る際に名付けた物。妖異の目撃情報を集める役目もあるが、毎日のように捌き切れない程の情報（中には明らかなイタズラもある）が入る為、めぐるやアリアがある程度の情報の選別を行っている。
みどり荘/トキワ荘
トキワが住んでいるアパート。築50年以上の古い物件であり、よく言えばアンティーク風、悪く言えばボロ屋で、風呂・トイレ・水道は共同、廊下には黒電話が置かれている。トキワがオーナーであるおじから管理を任されていたが、トキワ団の面々が出入りするようになって怪奇現象におびえた住人達が次々転居していってしまい、遂には店子がアリア一人という状況になり（りいんは居候扱い）取り壊されかけた。しかしマキナが莫大な財力によっておじから言い値で建物を買い上げたことで存続、その際にトキワ荘へ改名された。

永劫の回廊
近い未来において世界が滅びてしまい、りいんが世界を救う為に何度も繰り返しているタイムリープの事で、既にその回数は1万回を超えている。つまりはトキワ団ひいては人類がいずれかの勢力に敗北を喫してしまい、彼の地の扉が開かれて終わりを迎えてしまった歴史の繰り返しを指す。この歴史の繰り返しの中の大きな出来事はいくつか確定しているようだが、いくらかの偏差が存在している為、まだ未来は確定されていない状態にある。しかしどのような未来においても、トキワ団の奮戦も虚しく終末を迎えてしまい、りいんは情報のみを過去に送り出すタイムリープを自身に行い、過去に戻ってトキワ達との出逢いを繰り返すという戦いを続けている。今まで見てきた未来はどれも悲惨なものであるらしく、中にはトキワ団のメンバーが絶望に堕ちて彼の地の扉を開こうとし、仲間同士で相打ちになる結末も存在している。
トキワ団たちが神と同化したDEM IIを撃破したことで、りいんはここから抜け出すことに成功する。
ヌエシステム
電脳空間にいた頃のりいんが運営していたサイトで正式名称はNUE（Network Utopia Engine）。『自立思考型対話プログラム』『自動作曲システム』『オートコレオグラフィーユニット』を一つに統合した癒し系サイト。閲覧者が悩みを入力すると、マスコットキャラ達が歌や踊りと共に解決方法を返してくれる。情報体となって輪廻転生を繰り返すりいんが、人々の悩みを聞き解決する事で感情を得るために作り出したとされる。
DEM IIとの最終決戦ではこれを利用して世界中の人々から心の力を集め、神の力を消滅させるに足る莫大なシンを産み出した。

存在の時（そんざいのとき）
超能力や幽霊などの超常現象と呼ばれる物が現実に現れ始める期間で、『彼の地』と呼ばれるもう一つの世界がこちらの世界に近付く事で発生する。この時期が近づくと一般人でも『審判の目』や妖異を認識出来るようになる。歴史上幾度も『ある期間』と『ない期間』が繰り返されており、本来は100年程の周期で繰り返される。しかし数十年前に突然、存在の時が訪れた結果、各勢力が覇権を得るべく凄まじい大戦へと発展してしまった。そして今度訪れる存在の時は今までの比ではなく、完全に二つの世界が融合する程の事が起きると予想されている。DEM Iの計算では今回近づく世界に内包される精神エネルギー量は5000那由他シンにも上るとされ、現世に接触してしまえばひとたまりもないという。それはこの世界の終焉を意味し、ゼンバイザー曰く、『アルマゲドン』や『審判の日』と呼ばれるモノらしい。DEM IIによれば今すぐに地球上の人類の内80％を殺害すれば時間稼ぎにはなるのだという。
彼の地（かのち）
トキワ達の住む世界とは別にあるもう一つの世界。妖異やソーサリアンの力の源は向こうの世界から流れ込んでくるもの。二つの世界は一定の周期を持って近付いたり離れたりを繰り返しており、世界が近付く度に超常現象が発生する世界へと変わる。
逢魔が地（おうまがち）
現世と彼の地の中間に位置する霞、あるいは吹き溜まりのような空間。別名「逢魔空間」。神のかけらが発掘される場所であり、ソーサリアンはこの空間を心の力で固定して利用することができ、忍びたちも入り口をこじ開ける技術を有している。古よりこの場所を利用する妖異も多く、神隠しとはこの地に迷い込んでしまったことを表す。内部は「街の記憶」と呼ばれる空間となっており、現世の影響を受けて少しずつ変化しているとされる。現在の科学では解明されていないが、DEM IIは科学的転用の術を開発している。
天啓の勇傑
「存在の時」に人々を守るため「彼の地への扉」を閉じようとする勢力。究極の力を求めて扉を開こうとする勢力と戦うだけでなく、彼の地から現れる「天」と争い神殺しを為すことが責務とされる。
「先触れの戦い」で活躍した勇傑たちは数十年前に組織としては崩壊してしまっている。現在ではほとんどが死亡してしまっており、生き残っているのはゼンバイザー、エミーリエ、草薙風魔、風林寺隼人の4名。

アニマムンディーの乙女
巫女と呼ばれ、本編ではアリアの事を指す。巫女を手に入れた者は世界の覇権を得るという源術師の伝説がある。人にソーサリーの元となった力を伝えた精霊をモデルに「彼の地」への扉を開く鍵としてソーサリアンたちの技術で作り出された人工生命体で、いわば「人工の精霊」とでも言うべき存在。その役割は魂の臨界によって「彼の扉」を開くことであり、その成否には巫女の感情の豊かさに左右されるという。先代のアニマムンディーの乙女もゼンバイザーによれば『消滅した』との事で、アリアも永劫の回廊の中ではどの未来軸においても必ず消滅する運命の中にあった。
術者の審判の目を強制的に閉じたり、他者の源術の要訣（呪文と術のイメージ）を得る事で源術を他者に伝達する力を持っている。すなわち彼女を意のままに操れば、他の源術師の力を奪い、更には全ての源術を手中に収める最強の源術師になれるという事に繋がる為、これが前述の世界の覇権を得るという伝説の根拠になっていると思われる。また「神のかけら」にも似た波動を放っているらしく、力のあるソーサリアンならばその存在を知覚できる模様。

## 書誌情報
- 松江名俊 『トキワ来たれり!!』 小学館 〈少年サンデーコミックス〉、全13巻
  1. 2015年2月18日発売[3]、ISBN 978-4-09-125596-9
  2. 2015年4月17日発売[4]、ISBN 978-4-09-125800-7
  3. 2015年7月17日発売[5]、ISBN 978-4-09-126187-8
  4. 2015年9月18日発売[6]、ISBN 978-4-09-126247-9
  5. 2016年1月18日発売[7]、ISBN 978-4-09-126499-2
  6. 2016年4月18日発売[8]、ISBN 978-4-09-127094-8
  7. 2016年6月17日発売[9]、ISBN 978-4-09-127230-0
  8. 2016年9月16日発売[10]、ISBN 978-4-09-127334-5
  9. 2016年12月16日発売[11]、ISBN 978-4-09-127422-9
  10. 2017年3月17日発売[12]、ISBN 978-4-09-127505-9
  11. 2017年6月16日発売[13]、ISBN 978-4-09-127573-8
  12. 2017年7月18日発売[14]、ISBN 978-4-09-127654-4
  13. 2017年7月18日発売[15]、ISBN 978-4-09-127674-2